# تاريخ ليبيا
يرتبط تاريخ ليبيا ارتباطاً وثيقاً بالتاريخ العام لشرقي البحر المتوسط وجنوبه، فشرق المتوسط وجنوبه عربي وبلدانه عربية. فغالبية البلدان والشعوب العربية هي في شرق وجنوب المتوسط «وهي الشام ومصر وبلاد المغرب» فمنذ الأيام الغابرة حتى يومنا هذا إرتبطت ليبيا بتلك المناطق بإعتبارها جزءاً هاماً من التطور السياسي لهذا الجزء من العالم. وقد تعاقبت على هذه المنطقة موجات من تلك الشعوب، شعوب البحر المتوسط وإستقرت على امتداد ساحل شمال أفريقيا بما في ذلك بلاد ليبيا القديمة في حقبة ماقبل التاريخ، وأن مقولة «الجنس المتوسطي» حاولت في جانبها الثقافي الاستعماري أن تربط بين شرقي المتوسط وجنوبه وأوروبا.. ومن يتصفح التصانيف الكثيرة سيجدها تُكثر من استعمال هذه المصطلحات: الشرق الأدنى، آسيا الغربية، آسيا الجنوبية، شرق البحر المتوسط، منطقة الهلال الخصيب، آما الجزيرة العربية والبلاد العربية فلا تردان إلا لماماً وليس هذا من باب الصدفة والأمر العفوي وإنما هو شيء متعمد لإبعاد كلمة «عربي» وللحيلولة دون إشاعتها في حقول المعرفة والثقافة والأبحاث المتنوعة.
ليبيا اسم عريق ضارب في القدم دار حول نشأته الكثير من الجدل وذلك في محاولة لتتبع أصوله التاريخية من الناحية اللغوية وكذلك تحديد المساحة الجغرافية الذي كان يعنيه وسنة ظهوره وبداية استعماله للدلالة على رقعة معينة من اليابسة
يتألف تاريخ ليبيا من ستة مراحل متميزة: ليبيا القديمة، والعصر الروماني، والعصر الإسلامي، والحكم العثماني، والحكم الإيطالي، والعصر الحديث.

## أصل التسمية
ليبيا اسم عريق في قدمه... يرجع إلى أكثر من ألفي سنة قبل الميلاد، يستحيل تاريخياً ولغوياً الجزم بصحة رسمه «لوبيا» أو «ليبيا» على أحد الوجهين دون الآخر، إلا بالاقتصار تحيّزاً على لغة واحدة في عصر بذاته، وليس هذا ممّا يرضي منطق العلم ولا فضول العلماء. وهو الآن شعبياً ورسمياً ودولياً قد شاع وقبل وتأكد على أنّه «ليبيا»

## نبذة مختصرة عن تأريخ ليبيا
عاصر سكان ليبيا القدماء أربعة عصور كبرى. سُمي العصر الأول والعصر الثاني بالعصران الحجريان لأن الأدوات التي استخدمها السكان آنذاك نُحتت من الصخور والجبال. أما العصر الثالث فسمي بعصر الكتابة والرابع بعصر المعادن وهو زمن اكتشاف معدني الحديد والنحاس وغيرهما.
عاصرت ليبيا أو بما يعرف بالصحراء الليبية ظروف مناخية متباينة جعلت منها جنة خضراء، غنية بالبحيرات والأنهارلآلاف السنين. ثم أعقبت ذلك موجة من الجفاف امتدت كذلك إلى وقتنا الحاضر، ولقد حدث هذا التعاقب خمس مرات خلال الحقبة المذكورة.وتزخر الصحراء الليبية بالعديد من الكنوز الفنية التي رسمت أو نقشت على الحجارة في عصور ما قبل التاريخ ومن أبرز تلك المناطق جبال الأكاكوس والعوينات. وقد جسدت تلك اللوحات بأساليب متنوعة منها الرسم والنقش الذي ينقسم بدوره إلى عدة أساليب، كما استخدم الإنسان في تلك اللوحات العديد من الألوان التي وجدها في محيطه، وتحوي اللوحات أشكالاً  حيوانية وبشرية. وأن أقدم تاريخ لها لا يسبق الألفية السابعة قبل الميلاد.
وقد ربط موري هؤلاء الرعاة «بمجموعة البحر الأبيض المتوسط»  وكل هذا يؤكد أن الرعاة ماهم الا أقوام مهاجرة قدمت المنطقة وأدخلتها لأول مرة في الحضارة الرعوية، ثمّ أنّ عملية استئناس الحيوانات ليست ظاهرة محلية ولا يمكن أيضاً في ظل المعطيات المعروفة أن تكون مستوردة ذلك أن الضاًن والماعز والبقر المربيّ لا توجد في القارة الأفريقية كلها، وانما عرفت في الجزيرة العربية والمشرق الأدنى عامة، وهذا الأمر معروف ولاجدال فيه بين العلماء. ومنذ الألف الخامسة قبل الميلاد بدأت جماعة العصر الحجري الحديث واغلبهم من الصحراء الكبرى في المجيء إلى شمال أفريقيا واستمر ذلك حتى بداية العصور التاريخية القديمة، حيث ظهرت المجموعات الليبية مثل التحنو والتمحو والليبو والمشواش في النصوص المصرية القديمة. خلال أزمنة وفترات  متعاقبة ومختلفة. واستوطنت الجماعات الليبية المذكورة في المصادر المصرية القسم الشرقى لليبيا. ليرتبط منذ ذلك الوقت التاريخ الليبي بتاريخ جيارنه المصريين القدماء من فجر تاريخهم، حتى القرنين السابع والسادس قبل الميلاد - ومنذ حوالي 4000 قبل الميلاد.
يمكن تحديد الثقافات التي يتم تناولها اليوم على أنهم هم اليبيين أو أسلافهم والتي لطالما تمت الإشارة إليها على أنهم هم البربر. ومع ذلك، لا يعتبر هذا مؤكدًا، ولهذا السبب يفضل العديد من المؤلفين المصطلح القديم "الليبيين" وفي نهاية الألف الثالث قبل الميلاد غزا «أفريقش بن أبرهة» أو «أفريقش بن صيفي الحميري» إفريقية والبلاد وبعد انسحابه وعودته إلى اليمن ترك وراءه مجموعة كبيرة من جنوده، وفي حدود سنة 1500 ق.م وصلت الهجرات الفينيقية القادمة من بلاد الشام إلى بلاد المغرب العربي (بما في ذلك ليبيا)، إذ قاموا ببناء عدد من المراسي والمرافئء والمدن على طول سواحل المغرب العربي، مما ساعد في تدفق الموجات البشرية الأخرى القادمة من بلاد الشام إلى مناطق المغرب العربي المختلفة. وفضلاَ عن ذلك فقد خرجت في حوالي أعوام (1011 ق.م. - 971 ق.م.) هجرة من الكنعانيين الساكنين في فلسطين متوجهة إلى بلاد المغرب (يعني شمال أفريقيا) وذلك بعد أن قُتل ملك الكنعانيين (جالوت)، فخرجت بقاياهم إلى مصر، ولكنهم مُنعوا من دخولها، فتوجهوا إلى بلاد المغرب العربي، في حين ذهبت جماعة أخرى منهم إلى (فينيقيا) ومنها قد أبحروا إلى سواحل المغرب العربي" (بما في ذلك ليبيا).
ومما يُلاحظ بأن تلك الهجرة (الكنعانية) كانت تُعد من أكبر وأعظم الهجرات التي عرفتها بلاد المغرب العربي القديم، وهؤلاء كانوا كثيري العدد، فأثروا تأثيراَ كبيراَ في الواقع الاجتماعي لدرجة جعلت عدد من المؤرخين يرُجعون أصول (البربر) وباقي سكان المغرب إلى هؤلاء الكنعانيين، وقد أشاراليوناني (هيرودوت) والذي زار منطقة بلاد ليبيا في القرن الخامس ق.م بأن هذه البلاد كان يسكنها جنسان من البشر وهما (اللوبيون) و (الزنوج)، فقد سكن اللوبيون المناطق الساحلية بينما سكن الزنوج المناطق الجنوبية من هذه البلاد. وما ان جاء القرن السابع الميلادي حتى كانت الفتوحات الإسلامية التي تعد من أقوى الهجرات العربية، وقد نجم عنها تغير شامل في مقومات المنطقة العربية كما نراه اليوم.

## أصل سكان ليبيا
يؤكدأغلب الباحثين على الأصل العربي لسكان الشمال الأفريقي، ذلك أن الجزيرة العربية كانت مزدحمة بالسكان. ولأنها منطقة طاردة بسبب جفافها وصعوبة الحياة فيها اتجه سكانها إلى المناطق الخصبة المجاورة في موجات متعاقبة من الهجرة لتحسين أحوالهم الاقتصادية في زمن مبكر منذ ماقبل التاريخ بآلاف السنين.وبسبب الجفاف وازدياد التصحر خرجت من هذه المنطقة هجرات تتألف من عناصر سامية في زمن مبكر منذ ما قبل التاريخ بآلاف السنين. ومن بين هذه الهجرات تلك التي اتجهت إلى الغرب سالكة طريقين أحدهما بأب المندب والسودان ومصر وشمال أفريقيا والآخر عن طريق شبه جزيرة سيناء وجنوب مصر العليا وشمال السودان إلى أن استقرت في الصحراء الكبرى الأفريقية التي كانت حينئذ أمطارها غزيرة وتربتها خصبة إبان وصول هذه الهجرات منذ الألف السادسة ق.م.هذا وقد جلب هؤلاء المهاجرون تقاليدهم وثقافتهم ومارسوا الزراعة إلى جانب مهنة الرعي وهي لم تكن معروفة قبل قدومهم. ومنذ الأف الرابعة ق.م. حدث تغير في المناخ وأخذت منطقة الصحراء الكبرى في التحول والجفاف الأمر الذي دفع السكان إلى الرحيل عنها باتجاه الشمال حيث يتوفر الماء وسبل العيش ومن ثم الاستقرار في منطقة الشمال الأفريقي الممتدة من البحر الأحمر وحتى المحيط الأطلسي. وهذه المجموعات التي استقرت في منطقة الشمال الأفريقي خلال العصر الحجري الحديث لم تكن الوحيدة التي قدمت إلى هذه المنطقة وإنما هناك هجرات أخرى من الشام والجزيرة العربية توالت عليها منذ نهاية العصر الحجري الحديث وحتى نهاية العصور القديمة مما ترتب عليه اختلاف في اللهجات وذلك على الرغم من وحدة الأصل التي أكدها هيرودوت هذا وقد بدأت جماعة العصر الحجري الحديث ومعظمهم من الصحراء الكبرى في التوافد على المنطقة منذ الأف الخامسة ق.م. واستمر ذلك حتى بداية العصور التاريخية القديمة حيث ظهرت المجموعات الليبية مثل التحنو والتمحو والليبو والمشواش في النصوص المصرية القديمة ويمكن أن نستخلص مما سبق أن سكان شمال أفريقيا ينحدرون من أصول شرقية خاصة الشام والجزيرة العربية وأن لهم صفات جنس البحر المتوسط وهو ما أكدتة الاكتشفات الأثرية وهم أسلاف السكان الحاليين.

## عصور ما قبل التاريخ
منذ عشرات الآلاف من السنين كانت الصحراء الكبرى والتي تغطي الآن ما يقرب من 90 ٪ من ليبيا مليئة بالنباتات الخضراء وموطنًا للبحيرات والغابات والحياة البرية المتنوعة ويسودها مناخ البحر الأبيض المتوسط المعتدل. تشير الأدلة الأثرية إلى أن السهل الساحلي كان يسكنه شعوب العصر الحجري الحديث منذ 8000 قبل الميلاد. ربما كان المناخ قد جذب هذه الشعوب مما سمح لثقافتهم بالازدهار من خلال الاعتماد على تدجين الماشية وزراعة المحاصيل.

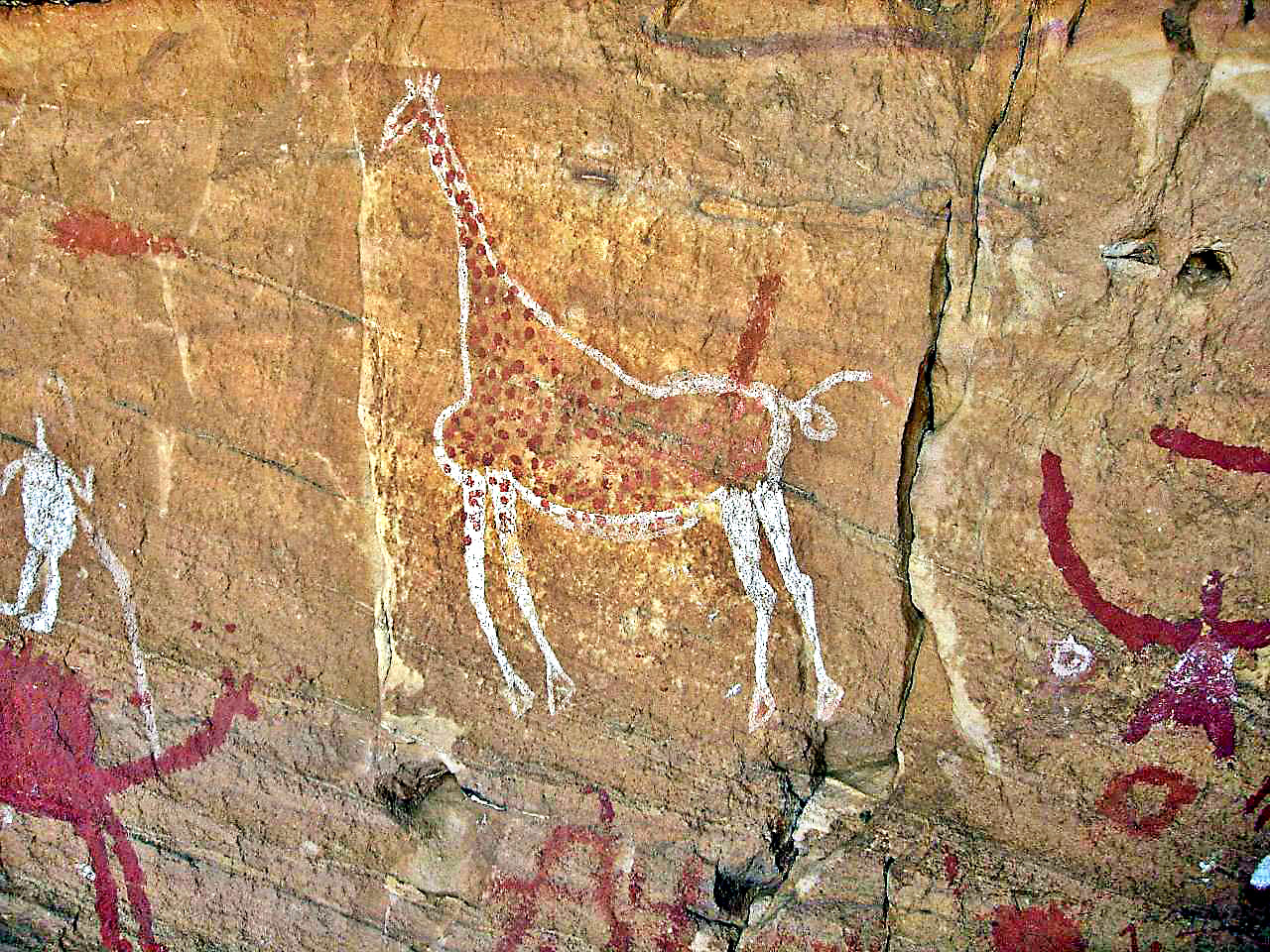
تكشف اللوحات الصخرية الليبية التي تعود إلى عصور ما قبل التاريخ في جبال أكاكوس عن الصحراء الليبية التي كانت ذات يوم خصبة بالنباتات والحياة البرية.

النقوش المصرية من الدولة القديمة هي أقدم توثيق متاح لشعب البربر. تسجل هذه النقوش اقتحام قبائل أمازيغية لدلتا النيل. النقوش الصخرية التي عُثر عليها في وادي ماثندوس والمنطقة الجبلية لجبال أكاكوس هي أفضل مصادر المعلومات حول ليبيا ما قبل التاريخ وثقافة الرعي التي استقرت هناك. تكشف اللوحات أن الصحراء الليبية احتوت على أنهار وهضاب عشبية وفرة من الحياة البرية وكانت موطنًا للعديد من الحيوانات مثل الزرافات والفيلة والتماسيح.
أدى الجفاف الشديد الناجم عن حقبة تذبذب بيورا الباردة إلى تحول "الصحراء الخضراء" بسرعة إلى الصحراء الكبرى. وبسبب التغيرات المناخية التي تسببت في زيادة التصحر، يبدو أن انتشار الصحراء في إفريقيا قد انتشر من ساحل المحيط الأطلسي إلى واحة سيوة في مصر.
يُعتقد أن أسلاف البربر الأفارقة قد انتشروا في المنطقة بحلول العصر البرونزي المتأخر. أقدم اسم معروف لأفراد هذه القبيلة هو الجرمنتيون، الذين استقروا في جرمة في جنوب ليبيا. كان الجرمنتيون شعبا صحراويا من أصل بربري استخدموا نظام ري متقن تحت الأرض. ربما كانوا حاضرين كشعب قبلي في فزان بحلول حوالي 1000 قبل الميلاد ، وشكلوا قوة محلية في الصحراء بين عام 500 قبل الميلاد و 500 م. بحلول وقت الاتصال بالفينيقيين، كانت أولى الحضارات السامية التي وصلت إلى ليبيا من الشرق هي قبائل الليبو والجرمنتيون والبربر والقبائل الصحراوية الأخرى.[بحاجة لمصدر]

## تأريخ ليبيا القديم
العلاقة مع المصريين

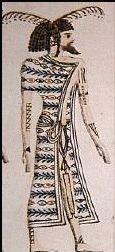
صورة رجل ليبي كما وردت في النقوش الفرعونية

عرّف قدماء المصريين الأقوام التي تقطن إلى الغرب من مصر بالليبيين، وكانت القبيلة الليبية التي تعيش في المنطقة المتاخمة لمصر هي قبيلة الليبو قد ورد ذكر هذه القبيلة لأول مرة في النصوص المصرية التي تنسب إلى الملك مرنبتاح من الأسرة التاسعة عشرة (القرن الثالث عشر قبل الميلاد)، ومن اسمها اشتق اسم ليبيا، وقد عرف الإغريق هذا الاسم عن طريق المصريين ولكنهم أطلقوه على كل شمال أفريقيا إلى الغرب من مصر وهكذا ورد عند هيرودوت الذي زار ليبيا في بداية النصف الثاني من (القرن الخامس قبل الميلاد). وقد بلغت بعض القبائل درجة من القوة مكنتها من دخول مصر وتكوين أسرة حاكمة هي الأسرة الثانية والعشرون التي احتفظت بالعرش قرنين من الزمان (من القرن العاشرإلى القرن الثامن قبل الميلاد) واستطاع مؤسس تلك الأسرة الملك شيشنق الأول أن يوحد مصر، وأن يجتاح فلسطين ويستولي على عدد من المدن ويرجع بغنائم كثيرة.

## الفينيقين (1500 - 146 ق.م)

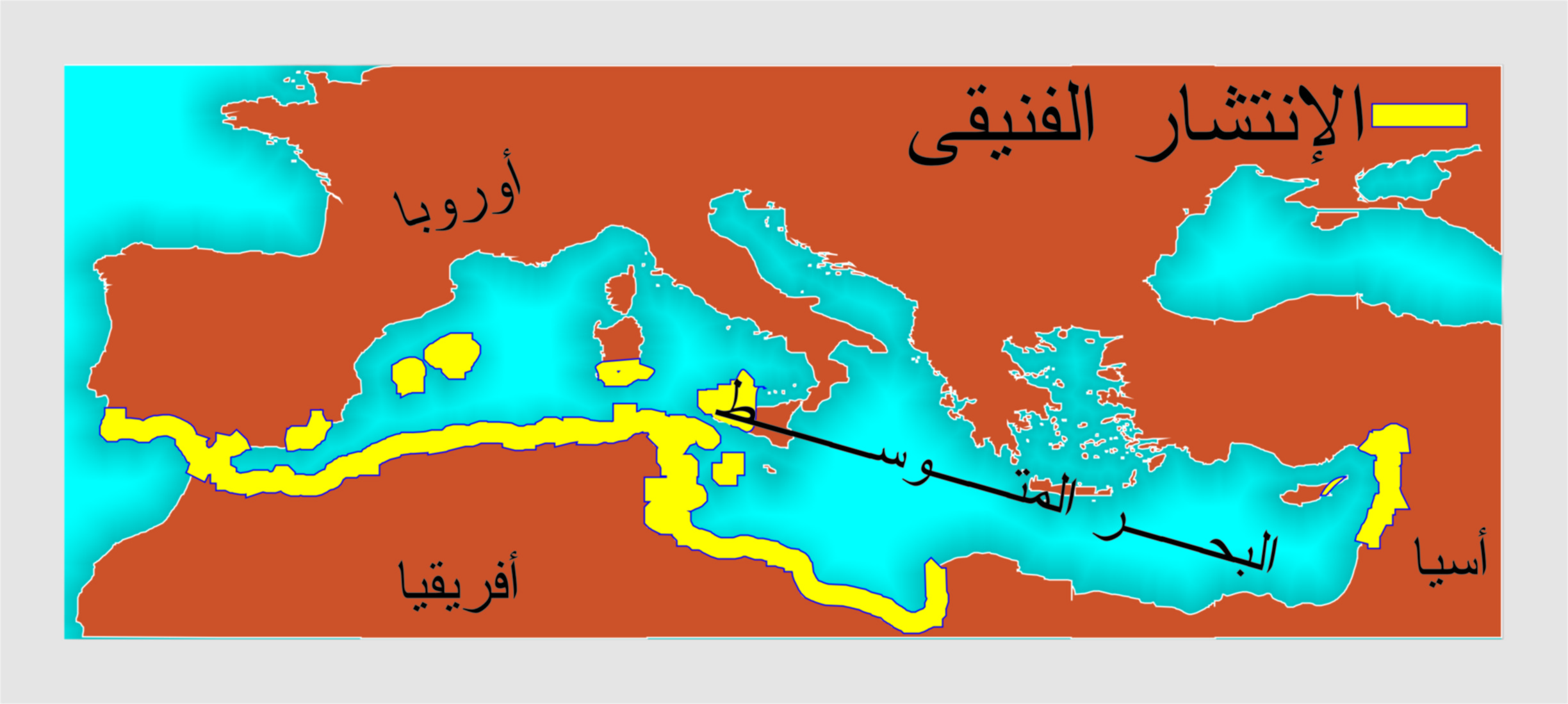
خريطة توضح الإنتشار والتوسع الفينيقي في شرقي البحر المتوسط وجنوبه

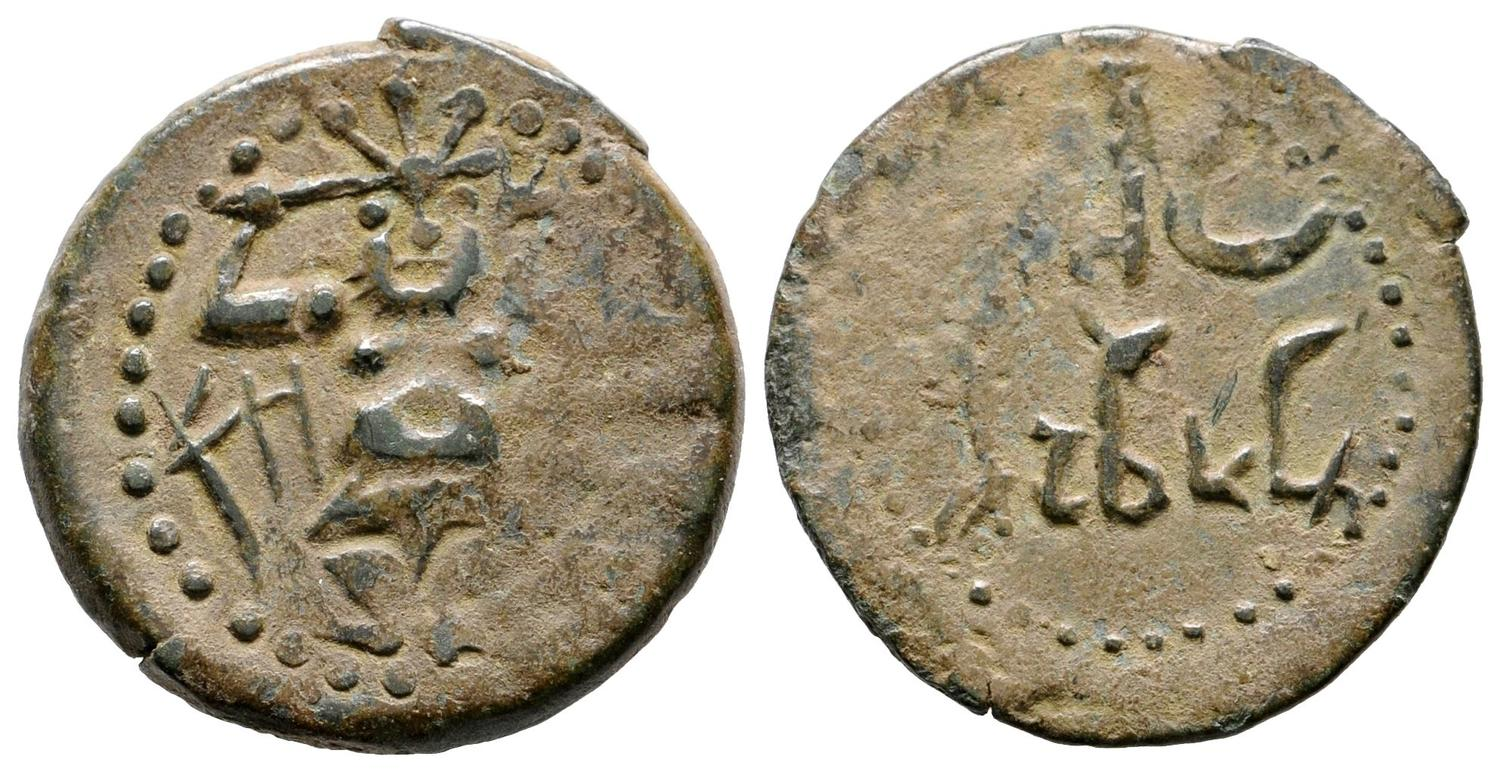
عملة فينيقية

يبدو أن الفينيقيين هم أول من إستوطنوا ليبيا، ولايتفق المؤرخون على تاريخ الإستيطان فالبعض يرى أن إستقرارهم كان موسمياً في بداية الأمر، ولم يحدث إستيطان دائم إلا في مرحلة لاحقة حين تأسست في القرن الثامن قبل الميلاد ثلاث مدن هي: أويا، التي باتت تعرف فيما بعد بطرابلس ولبدة وسبراطة بلإضافة إلى قرطاجة التي صارت مركزاً للامبراطورية القرطاجية الفينيقية. لقد كان الفينيقيون تجار بحر أقوياء وفدوا من صور بلبنان، ولما سقطت صور في يد الإسكندر المقدوني في عام، 332 ق.م انصب اهتمام الفينيقيين على إمبراطوريتهم القرطاجية.حكم الفينقيون منطقة تضم المدن الليبية الثلاث وتونس أكثر من مائتي عام حتى أطاح بهم الرومان في نهاية المطاف. فقد تحالف الرومان _ الذين كانت الغيرة تملأ نفوسهم مما كان لقرطاجة من قوة وجاه_ مع قبائل البربر في مملكة نوميدا، وإتحدوا في عام 146ق.م، لتدمير قرطاجة، فسيطرة النوماديون على معظم طرابلس وعلى تونس وشمال الجزائر كمناطق تابعة لروما، لكن في عام 46 ق.م قضى الرومان على النوماديين وضموا طرابلس مع أجزاء أخرى من شمال أفريقيا إلى إقليم شمال أفريقيا  الروماني. ويجدر ملاحظة أن الفينيقين لم يتغلغلوا وراء ساحل شمال أفريقيا، مما جعلهم عرضة للهجمات المستمرة من الجنوب التي قضت، في نهاية الأمر، على حضارة الشرق المزهرة.

## الإغريق والبطالمة والرومان (639 ق.م. - 395م)

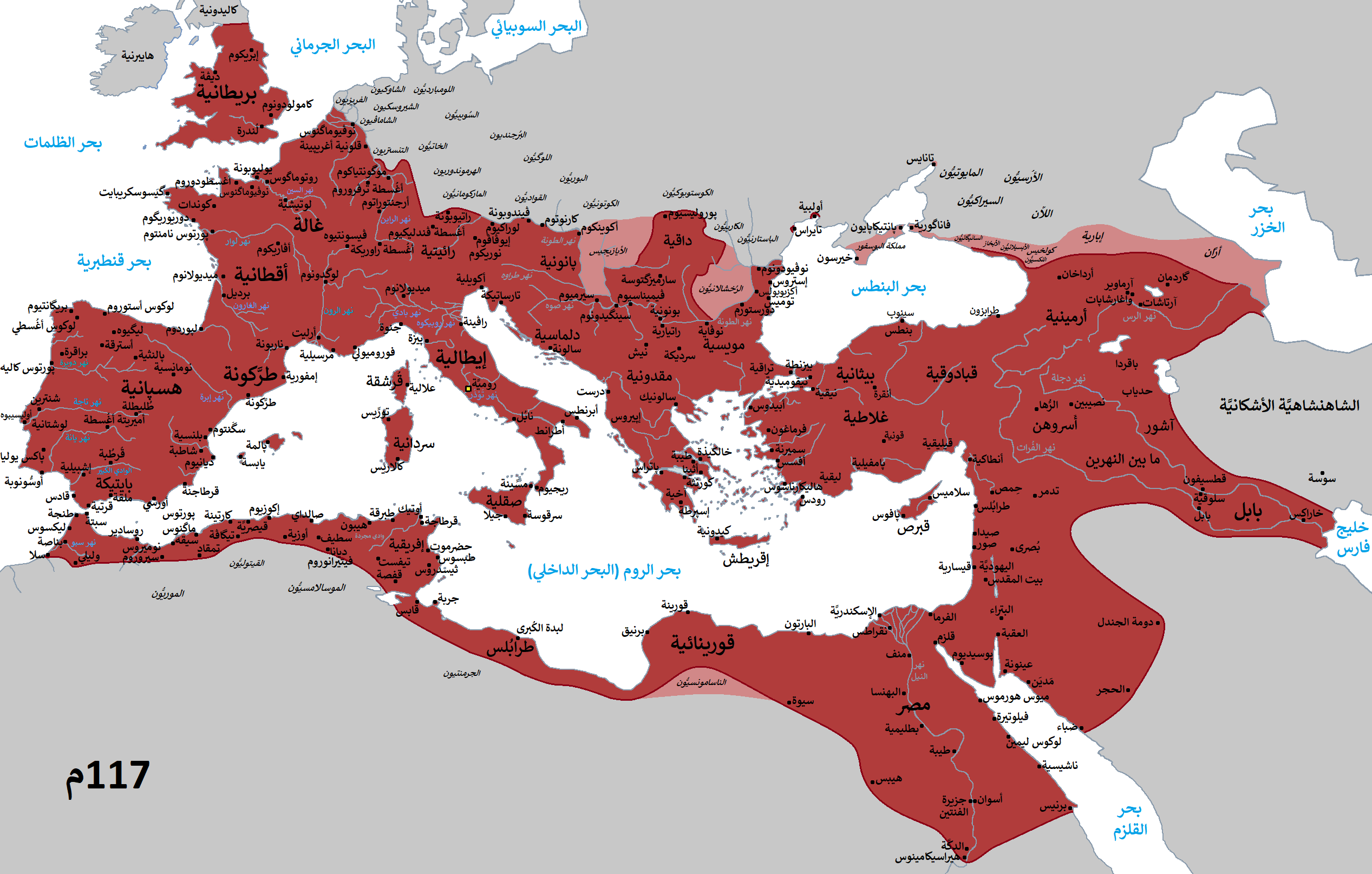
الإمبراطورية الرومانية في سنة 117 م، خلال أقصى اتساع لها

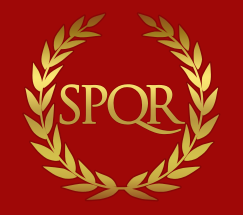
علم الإمبراطورية الرومانية

يسود الإعتقاد بأن الأغريق إستعمروا، في باديء الأمر، ساحل برقة في القرن السابع قبل الميلاد. وكانت قورينة أول مستعمرة إغريقية ذات أهمية يتم تأسيسها في عام 630 ق.م كما تأسس عدد من المدن الأغريقية الأخرى في نفس المنطقة من بينها مدينة بنغازي «برنينيس» وباقي المدن الخمس (قورينائية) كما كان الإغريق يسمونها. لقد كان الإغريق يستعمرون ذلك الجزء من ليبيا الذي لم يكن يختلف كثيراً عن وطنهم وأطلقوا عليه اسم برقة.ومن بين صفوفهم اختار إغريق برقة ملكا وظلوا يسيطرون على برقة زهاء مائتي عام وإن كانوا قد تعرضوا للضغط من جانب الليبيين والمصريين في المشرق والقرطاجيين في الغرب. وبعد أن هزم الفرس مصر دخلوا برقة ليضعوا حداً لحكم الإغريق لها، وما أن طرد المصريون الفرس حتى أضحت برقة منطقة تضم مدناً مستقلة عن بعضها البعض_ لكن الإسكندر المقدوني غزا مصر في عام 332 ق.م وإستولى البطالمة الذين خلفوه على برقة وضموها إلى حكمهم في عام 322 ق.م وتكون اتحاد إقليمي يضم مدن المنطقة الخمس ويتمتع بالإستقلال الداخلي؛ وفي عام 96 ق.م أرغم البطالمة على تسليم برقة لروما ليتولى حكم طرابلس وبرقة، لأول مرة، حاكم واحد إذ باتت طرابلس وبرقة وفزان في نهاية الأمر تحكم كأقاليم من ليبيا الكبرى، وأطلق اسم ليبيا لأول مرة على الوحدة الإدارية التي تشمل ليبيا بأسرها، وأصبح سبتموس سيفيروس، وهو مواطن ليبي، إمبراطولااً رومانياً في عام 146 م ليولي لبدة، مسقط رأسه، جل اهتمامه لتصبح إحدى المدن الرئيسية في المنطقة.

## البيزنطيون والوندال (395 - 642م)

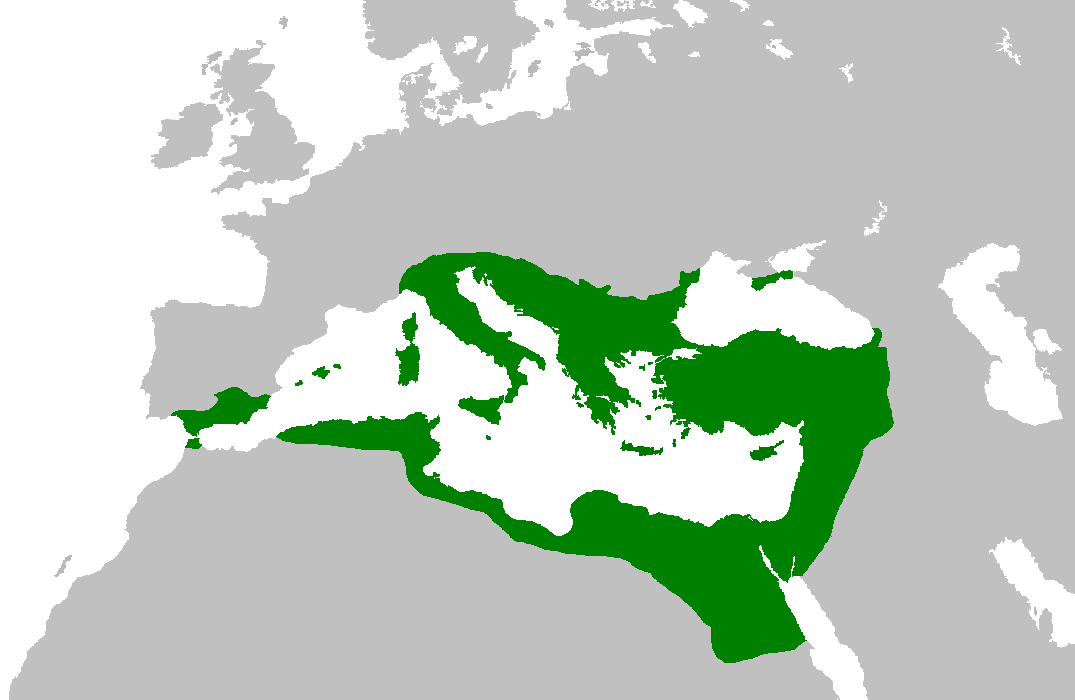
الإمبراطورية البيزنطية في أقصى اتساعها في عهد جستينيان عام 550

بعد أن أسس قسطنطين مدينة القسطنطينية إنقسمت الامبراطورية الرومانية إلى شطرين: شطر غربي وآخر شرقي. وانضمت ليبيا إلى الجزء الشرقي أو البيزنطي من الامبراطورية الرومانية. وفي عام 410 م هزم الوندال روما ليعبروا إلى شمال أفريقيا في عام 429 م حاملين معهم الخراب والدمار. وإستولى الوندال على طرابلس وبرقة اللتين لم تفلتا مما يلحقه الواندال من دمار وخراب بكل مايقع عليه هجومهم، واضطهد الواندال الكاثلوليك في شمال أفريقيا مما جعلهم يحظون بتأيد عدد كبير من البربر الذين كانوا يتمسكون بالهرطقة المسيحية الدوناتسية، وشجعوا البداوة، وخاصة بين البربر، وأصبحوا، شأنهم شأن غيرهم ممن غزوا شمال أفريقيا، قوة بحرية فأهملوا حدودهم الصحراوية في الداخل، وبعد عام 533م حرر الإمبراطور جوستنيان شمال أفريقيا من الوندال ليعيد إليها السيطرة البيزنطية التي دامت أكثر من قرن من الزمن.

## الفتح العربي الإسلامي (21 هـ - 642م)
أن الفاتحين العرب هم أهم من وفدوا إلى ليبيا كما أن الفتح العربي يعد أشد الفتوحات تأثيراً وأكثرهما عمقاً وخلوداً في البلاد. فلم يترك الإستعمار «الإغريقي والفرسي والبطلمي والروماني والوندالي والبيزنطي» وراءهم في ليبيا سوى آثار، لكن العرب إستوطنوا جميع أنحاء البلاد وأندمجوا مع السكان المحليين وأضحت ليبيا بفضل الفتح العربي في القرن السابع الميلادي، دولة عربية إسلامية.

فترة الفتوحات الإسلامية
الفتوحات في عهد النبى 612-632 م
الفتوحات في عهد الخلفاء الراشدين، 635-680 م
الفتوحات في عهد الخلفاء الأمويين, 661-750 م

فعندم أن أتمَّ عمرو بن العاص فتح مصر سار إلى إقليم برقة، وقد كانت برقة قبل الفتح الإسلامي تابعة لمصر تحت حكم الروم. وكان فتحها في عام (21 هـ_ وقبل عام 23 هـ) حوالي (641 و642 م) بمثابة خلاص لها من نير الرومان، فصالح أهلها على ثلاثة عشر ألف دينار يؤدّونها إليه جزية، على أن يبيعوا من أحبّوا من أبنائهم في جزيتهم .و كتب عمرو بن العاص على البربر في شرطه عليهم أن عليكم أن تبيعوا أبناءكم وبناتكم فيما عليكم من الجزية. فكانوا يرسلونها اليه دون أن يرسل اليهم جابيا. وكانت برقة قبل الفتح الإسلامي تسمى (انطابلس)، وهي كلمة رومية معناها بالعربية خمس مدن، ثمَّ فرَّق عمرو قواته وأرسلهم إلى مختلفة أجزاء برقة ومحيطها، فأرسل عبد الله بن الزبير إلى مصراتة وعقبة بن نافع إلى زويلة (ثم عينه قائداً لحامية برقة) وبسر بن أرطاة إلى ودان، فنجحوا في فتح كل هذه المدن. وبعد فتح عمرو بن العاص عام (22 هـ.أي حوالي 643 م) (زويلة) في اقليم فزان،  ثم سار إلى طرابلس . وقد حاصرها عمرو نحو شهر، ثم استولى عليها عام (23 هـ. في حوالي 644 م). وكان سور طرابلس منيعا جدا، فلم يستطيع المسلمون أن يتسوروه أو يقتحموا أبوابه ألا بعد مشقة كبيرة. حتى تمكن بعض جنوده من اقتحام المدينة، ففرَّ الروم إلى سفنهم للهرب، ودخل جيشه المدينة وفتحها  وعندما وضع المسلمون أيديهم على المدينة، أمنوا أهلها، وكفلوا لهم أموالهم، ومنعوا التعدى على أعراضهم ومعابدهم . ودخلت القبائل الليبية في الإسلام في خلافة عمر بن الخطاب . ولم فتح عمرو بن العاص طرابلس كتب إلى سيدنا عُمر يستأذنه في التوغل في إفريقية «تونس وما يقع غربها» كتابآ نصه: (إن الله عز وجل قد فتح علينا أطرابلس وليس بينها وبين إفريقية إلا تسعة أيام، فإن رأى أمير المؤمنين أن يغزوها ويفتحها الله عزوجل على يديه فعل).فكتب إليه سيدنا عمر:(لا، إنها ليست بإفريقية، ولكنها المفرقة، غادرة مغدور بها، لا يغزوها أحد ما بقيتُ) فرجع عمرو بن العاص إلى المشرق وكانت إفريقية كلما غادرها الفاتحون إلى المشرق أرتدت عن الأسلام. وبعد مقتل عمر ارتدت بعض القبائل البربرية فأرسل عثمان عبد الله بن أبي سرح _ وهو أخوه في الرضاعة _ عام (27 هـ_  647 و648 م) لتأديب المرتدين . وقد وقفت في وجهه بعض الجموع، ولكن تم له أخيرا النصر. وقد سمى هذا الجيش (جيش العبادلة) لأنه ضم سبعة من كبار الصحابة كل منهم يحمل اسم عبد الله  وهم: عبدالله بن عباس ابن عم رسول الله صلى الله عليه وسلم، عبد الله بن أبي سرح، عبدالله ابن جعفر، عبدالله بن عمر، عبدالله بن عمرو بن العاص، عبدالله بن الزبير، عبدالله بن مسعود. وقد انتهت المعركة بفوز المسلمين بعد مناوشات بسيطة .واتفق الطرفان على عقد صلح بينهما، على أن يدفع الروم ألفي ألف وخمسمائة ألف دينار للعرب،

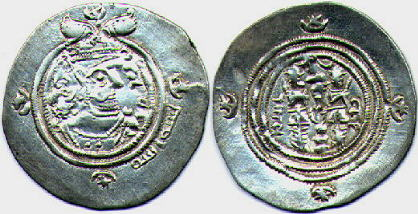
نقود يعتقد أنها من الطراز الذي كان شائعًا في خلافة عمر بن الخطاب. نُقشت على هذه النقود صورة آخر أكاسرة الإمبراطورية الفارسية الساسانية، وأضاف عمرُ نقش البسملة عليها.

واستمرالعرب الفاتحين أكثر من خمسة وستين عاماً لنشر عقيدته بين البربر وتستوطن تعاليمه في أراضيهم رغم انهم ثاروا وارتدوا عن الإسلام اثنتى عشرة مرة. ونقل ابن خلدون عن ابن أبي زيد أن البربر ارتدوا بإفريقية اثنتي عشرة مرة من طرابلس إلى طنجة، وزحفوا في كلها على المسلمين ولم يثبت إسلامهم إلا في أيام موسى بن نصير. ولما جاز إلى الأندلس إخذ معه بعضآ من رجالاتهم ليجاهدوا معه واستقروا هناك، فاستقر الإسلام بالمغرب العربي، وأذعن البربر لحكمه، ورسخت فيهم كلمة الإسلام وتناسوا الردة. ثم سرت فيهم دعوة الخارجية ممن قدموا من العرق، ووجدت من عامتهم صفاء فاعتنقوها وتعددت طوائفهم فيها وتشعبت طرقها إلى أن رسخت فيهم، وتطاولت نفوسهم إلى الفتك بالعرب. ولم يمضي على ذلك عقد من الزماان حتى فرض العرب سيطرتهم على جميع أنحاء البلاد . لكن البيزنطيين عادوا إلى برقة لفترة وجيزة في عام 670 م ليطردوا منها ثانية.ولم يحل القرن الحادي عشر حتى كان الطابع العربي والإسلامي الكامل قد أضفي على البلاد. وتوطدت جذور الحكم العربي في ليبيا بعد عام 647 م. في ظل الخلفاء الراشدين، وفي عام 661 م خلف الأمويون الراشدين واتخذوا من دمشق عاصمة لهم إلى أن حل محلهم العباسيون في عام 750 م. وبالرغم من أن الخلفاء العباسيين ظلوا يحكمون العالم العربي حتى عام 1258 م إلا أن حكمهم لليبيا إنتهى في وقت مبكر يرجع إلى عام 800 م.

## الاغالبة (800 - 910م)

دولة الأغالبة في أقصى اتساع لها

في عام 800 م قرر الخليفة في بغداد تعيين إبراهيم بن الأغلب واليا على تونس وطرابلس والمناطق المجاورة لهما.. قرار أملته ظروف سياسية في  إمبراطورية ضخمة تحتاج إلى اللامركزية في الحكم، فقد تعذر على الخليفة أن يفرض سيطرة فعلة على الأقاليم البعيدة من امبرطورية فأسس ابن الأغلب أسرة تعتبر شبه مستقلة وكان نظام الحكم فيها فردياً وراثياً، منحصراً في بني الأغلب. وكان لدولة الأغالبة أسطول عظيم. وكانت له الغلبة في البحر الأبيض المتوسط على أسطول روما.... وقد فتح صقلية، وفالورية، وسردانيا، ومالطا. وكان مولفاً من عدة أنواع من السفن لأغراض مختلفة. وإليه يرجع الفضل في حراسة السواحل. وقد ثارت بعض القبائل البربرية والتي تنتمي للمذهب الإباضي ضد حكم الأغالبة فحاصروا مدينة طرابلس ثم اقتحموها فخربوها وهدموا أسوارها. قال ابن خلدون «وتولى كبر ذلك منهم عايض ووهب» وبلغ الخبر إبراهيم بن الأغلب بتونس، فأرسل ابنه عبد الله في جيش كبير، فاسترد المدينة من البربر وجدد السور.... إلا أن البربر مازلوا غير مطمئنين إلى حكم الأغالبة في طرابلس، وكان أكثر بواديها يدينون بالطاعة لحاكم جبل نفوسة.. فأعدوا الثورة على طرابلس سنة 269هـ وقتلوا عامل الأغالبة، وقد أرسل إليهم إبراهيم بن الأغلب ابنه عبد الله في جيش، فتغلب عليهم، وأمعن في قتلهم واستولى على طرابلس.. وأعادوا الثورة في سنة 280 هـ فهزمهم أيضأ.وتجمعت جيوش البربر من جديد على ساحل البحر بقرب قابس، وكانوا زهاء عشرين إلفاً، فهزمهم ابن الأغلب هزيمة منكرة. قال في الأزهار الرياضية«فتبعهم وقتلهم قتلاً ذريعاً، وتطارح منهم في البحر بشر كثير، وقتلهم فيه حتى غلبت حمرة الدم على الماء» -  ولما ضعفوا أخذت في التقهقر وطمع الأعداء فيها حتى اضمحل آمرها ولما أراد الله زوال دولة الأغالبة فأصيبت في آواخر عهدها بالترف والانحلال... وفي آواخرعهد دولة الأغالبة ظهر أبوعبدالله الداعي لدولة العُبيديين وناصرته قبائل كتامة البربرية،_ وقد وقعت حروب بين الداعي وزيادة الله، _ وظلت دولة الأغالبة تحكم البلاد حتى سقطت في أيدي الفاطميين في عام 910 م._ وقد حكمت إفريقية مائة وإحدى عشرة سنة وثلاثة أشهر... وتولى الحكم فيها أحد عشر أميرأ، أولهم موسسها إبراهيم الأغلب الأول، وآخرهم زيادة الله الثالث. والملك لله يوتيه من يشاء.

## الدولة الفاطمية وغزوة القبائل القيسية (910 - 1160م)

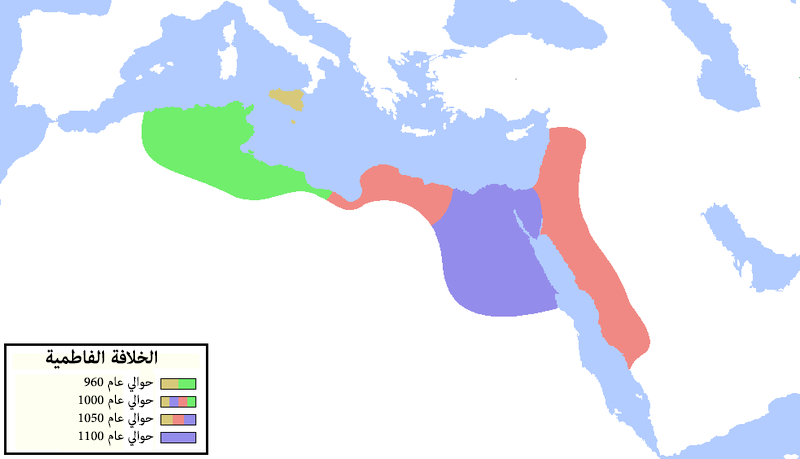
حُدود للدولة الفاطميَّة في أطوارها المُختلفة

الدولة ألعبيدية أو الدولة الفاطمية  هي دولة شيعية_ أسسها عبيد الله المهدي سنة (296هـ_908 و909م) وتكونت الدولة الفاطمية في تونس واتخذت عاصمتها المهدية. ثم أصبحت ليبيا من اتباع هذه الدولة. وذلك بعدما نجحوا في انتزاع تونس من أيدي الأغالبة فانطلقوا يزحفون على بقية شمال أفريقيا،

راية الفاطميين الخضراء

وعندما زحف جوهر الصقلي لاحتلال مصر_ سارت معه قبائل بأكملها.. مثل هوارة ولواتة_وساهمت القبائل الليبية في غزوات الفاطمية. وشيدوا مدينة القاهرة. في سنة 973م واتخذوها مركزاً لدولتهم الشيعية.ولما بنى جوهر القاهرة كان معه طوائف كثيرة من البربر. وقد تكلم فيها كثير من علماء المسلمين، ورموها بالفسق تارة وبالكفر آخرى فقال فيها ابن تيمية: «بقى ولاة القاهرة نحو مائة سنة على غير شريعة الإسلام، وهم في الباطن إسماعيلية، ونصيرية، وقرامطة وباطنية». ونسبت إلى مؤسسها عبيدالله المهدي فقيل لها الدولة العبيدية، ودولة العُبيديين: ويقال لها الدولة الفاطمية، والدولة العلوية «وعلى أي نسبة فهي إسماعيلية وخلفاءها قاطبة إسماعيليون»، وقد نفى ابن حزم في جمهرة الأنساب شرف العبيديين فقال: «هذه دعوى مفتضحة، وكذب فاحش»، بينما يزعم ابن خلدون بصحة نسبهم حيث قال : «ولايلتفت لإنكار هذا النسب، وله على صحته حجج، ويجرح في رواية من ينكره أويقدح فيه»، وقد ذكر في الجزء الثالث ص360 ما يؤيد به رأيه. وكانت قبيلة كتامة البربرية آول من ناصر عبيدالله المهدي، ودولته.ولما استقر أمره وجد معارضة كبيرة لمذهب الشيعة من أنصار مذهب مالك وبعض الحنفية، حتى شعرت نفسه أن دولته لا تستقر في إفريقية وفيها هذه المعرضة القوية، لأن المعارضي لا ينظرون إلى دولته أنها دولة عربية فاطمية، ولا إلى مذهبه أنه من مذاهب أهل السنة، بل ينظرون إلى دولته أنها دولة بربرية تناصر مذهباً اشتمل على كثير من المخالفات لما يراه المسلمون من الاحترام لصحابة رسول الله الأولين.

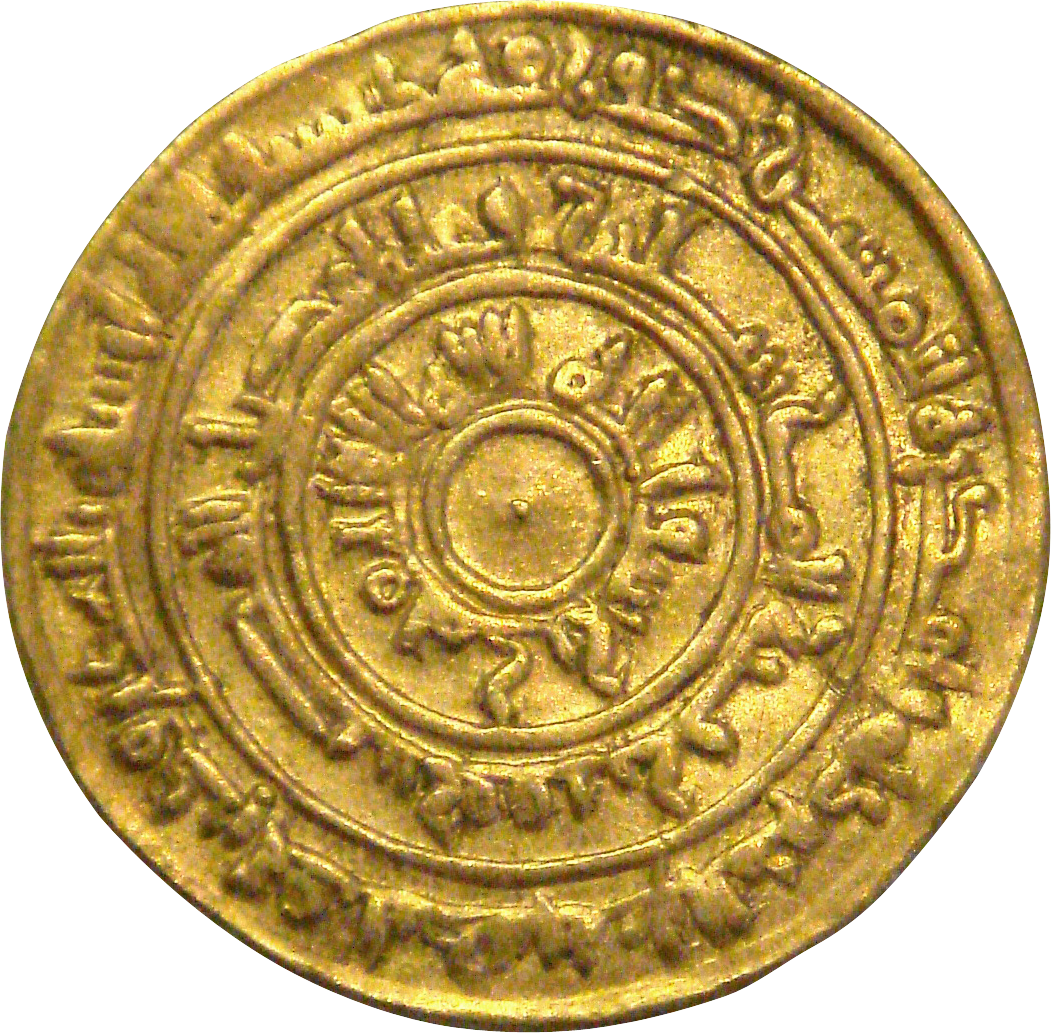
عملة للدولة الفاطمية سكّت في سنة 969م

وخلف على إفريقية «تونس» بني زيري الصنهاجيين الذين كانوا أيدوا الفاطميين،_ وأخلصوا لهم الإخلاص كله. وذهب المعز إلى مصر وهو في مأمن من متابعته بسوه، وبقي بنو زيري في إفريقية نواباً عن الفاطميين فيما تركوا لهم من ملك. وعلى الرغم من استقلال بني زيري بإفريقية، فإن مابقي لهم من الصلة بالفاطميين كان يذكر المالكيين دائماً  بمذهب الفاطميين الذين كانوا ينظرون إليه كمذهب من مذاهب المبتدعة. وقد أدرك بنو زيري أن أمرهم لا يستقر ما دام الناس يعتبرونهم نواباً للفاطميين أهل المذهب المبتدع. ولابدلهم من الأنتماء إلى مذهب الإمام مالك، واقتناع الناس بصحة هذا الانتماء. ولما تولى المعز إفريقية كان أكثر الناس على مذهب الشيعة الذي يتمذهب به الفاطميون ولا يقدر أحد أن يجاهر بغيره من المذاهب الأخرى، اللهم إلا الإباضية الذين كانوا بيتهرت وجبل نفوسة وغيرهما من الجهات البعيدة عن نفوذ الفاطميين. فقد بقوا على مذهب عبدالله بن إباض.وفي سنة 405هـ أرسل باديس هدية إلى الحاكم بأمر الله في مصر، ولما وصلت إلى المهدية أرسلت في البحر مع يعلي بن فرج، وكان من ضمن الهدية مائة فرس بسروجها المذهبة، وثمانية عشر حملاً من الخز والمتاع النفيس المذهب وعشرون جارية، وأشياء أخرى ثمينة، ولما وصلت الهدية ناحية برقة استولى عليها العرب، «ققطع المعز بن باديس في إفريقية الخطبة للعلويين. فأرسل له المستنصر العلوي من مصر في ذلك، فأغلظ ابن باديس في الجواب. فاتفق المستنصر مع وزيره الحسن بن علي اليازوري، على أن يرسلوا زغبة ورياح إلى بن باديس في إفريقية وزعبة ورياح قبيلتان من العرب، وكانت بينهم حرب، فصلح المستنصر بينهم وجهزهم بلأموال وأرسلهم لقتال ابن باديس في إفريقية».وليس أحد ينكر شأن العرب في إفريقية، وأدوارهم الخطيرة فيها. وقد عرف العرب في إفريقية منذ أن دخلوها فاتحين سنة 21، 22، هـ وتكرر ترددهم عليها وفتوحاتهم لها في أزمان مختلفة.-وكانت هذ القبائل لها السيادة في العرب في الجاهلية وفي صدر الإسلام. ولما استبد الموالي من العجم بالدولة العباسية اعتصموا بصحراء، وكانت مواطنهم موزعة على بعض الأماكن مثل حرة بني سليم وحرة النار بالقرب من تيماء وعالية نجد بالقرب من خيبر وبين وادي القرى وتيماء. ثم تحولوا إلى مصر وإفريقية، ولم يبق لهم عدد ولا بقية ببلادهم وصار لهم بإفريقية عدد عظيم، ولما انتقلوا إلى إفريقيا كانت الكعوب من بني سليم من أبرز القبائل في الرياسة. وكان بينهم وبين الدولة الحفصية حروب دامت سنين نالوا منها ونالت منهم، وأقطعت لهم أرضي كثيرة، وأغدقت عليهم الأمول والرتب الكبيرة استجلاباً لرضهم، ولم يتأثروا بذلك، بل داموا على عداوتها حتى انقرضت  الدولة الحفصية. ففكر المستنصر في استغلالهم ضد ابن باديس للانتقام منه. ومازال بهم حتى أجابوا دعوته، وكان لايريد من وراء ذلك لهم خيراً، وإنما الانتقام من ابن باديس بهذه الأيدي التي عرفت بممارسة الحرب وإتقان أساليبها بعد أن عجز عن الانتقام منه بنفسه. فأعطاهم من المال مايعينهم على السفر، وأباح لهم إفريقية يفعلون فيها مايشاءون، وقال لهم: «لقد أعطيناكم إفريقية وملك ابن باديس فلا تفتقرون بعدها» فرحلوا عن صعيد مصر سنة 442هـ وكانوا، زهاء أربعمائة ألف. ومن أشهر قبائلهم التي دخلت إفريقية وأكثرها عدداً بنو سليم بن منصور وبنو هلال بن عامر.وكانت بطون بني هلال وبني سليم من مضر، وكانوا أحياء كثيرة. ومساكنهم في الحجاز ونجد، فبنو سليم ممايلي المدينة، وبنوهلال في جبل غزوان عند الطائف.ولمناسبة ذكر بني سليم وبني هلال: نذكر تعريفاً لسليم الذي ينسب إليه بنو سليم. وهلال الذي ينسب بنو هلال فنقول:
سليم هو سليم بن منصور، بن عكرمة بن خصفة بطن من قيس عيلان بن مضر من العدنانية.
وهلال بن عامر، بن صعصعة، بن معاوية، بن بكر، بن هوزان، بن منصور، بن عكرمة بن خصفة، بن قيس عيلان بن مضر من العدنانية.وقبائل أخرى كثيرة غير مشهورة .
وقد اقترعوا على البلاد فخرج لبني سليم شرقي: برقة وما حولها، وقد وجدوها خالية لآن إهلها حاربوا المعز لدين الله ففتك بهم. وخرج لبني هلال غربيها: طرابلس وقابس.
وحصلت بين العرب وبين المعز بن باديس حروب هائلة وملاحم كادت تقضي على الطرفيين. وعبثاً حاول المعز إغراءهم بالمال والانضمام إلى صفه... وكانت زناتة تقيم بجهات طرابلس فدهمهم العرب بجموعهم، واجتازوهم إلى القيروان لاقوة واقتداراً بعد حروب طاحنة. وقد حشد لهم المعز ما أمكنه من خيل ورجال، وقابلهم بنفسه في جيوش جرارة بين قابس والقيروان وثبت له العرب في جيش لا يزيد على ثلاثة آلاف، وأن جيش ابن باديس لا يقل عن ثلاثين الفاً. وظهر الاختلال في صفوفه، وهربت صنهاجة وزناتة وبقي المعز في جنوده السودان وكانوا لايقلون عن عشرين آلفاً، وقتل منهم بين يديه خلق كثير، ووصلت إليه سهام العرب، فلم يلبث أن دارت عليه الدائرة، ونجا بنفسه إلى المنصورية فيمن بقى معه من فلول جيشه.وقد وصفت كتب التاريخ هذه الواقعة بأبشع ماتوصف به الحروب من فظاعة القتل وكثرة القتلى، نتيجة لصمود كل من الجيشين للآخر في سبيل الجصول على الفوز وقد قال شاعر العرب في قصيدة يصف فيها هذه الملحمة.
وإن ابن باديس لأحزم مالك          ولكن لعمري ما لديه رجال
ثـلاثة آلاف لـنا غلبـت لـه    ثلاثين ألـفاً إن ذا لــنـــكال
وهزم المعز بن باديس آمام العرب مرتين كل منهما أشنع من الأخرى: الأولى سنة 443هـ وهي التي قيل فيها هذان البيتان، والثانية سنة 444هـ. وعاد المذهب السني إلى ليبيا دون أن يتسنى للفاطميين أن يفعلوا شيئاً حيال ذلك،
واقامن بني هلال ومعها زغبة ورياح في البلاد التونسية. واقامن قبائل بني سليم التي تبعتهم في تلك الحرب في اقاليم طرابلس الغرب. وقد انتشرت قبائلهم بها تدريجا حتى صار معظم سكان طرابلس وبرقة منهم.
فمن قبائل بني سليم في منطقة طرابلس الغرب الآن، اولاد سليمان وارفله وترهونة والمحاميد. ومن قبائلهم ببرقة السعادي وهم ينسبون إلى سعدى الزناتية بنت خليفه بن مذكور الزناتي الشهير عند العامة «بالزناتي خليفه» وكانت سعدى قد وقعت اسيرة في يد ابوالليل الكعوبي شيخ قبائل بني سليم في حربهم لجيوش المعز اباديس في الجبل الغربي في سنة 446هـ. فتزوجها «وكان عديم النسل» فرزقه الله منها بثلاثة أبناء هم على الترتيب «جبريل ومحارب وعقار» ثم مات أبو الليل بطرابلس في سنة 455هـ فكفلتهم أمهم سعدى ورحلت بهم إلى برقة وكانوا صغار السن فعرفوا بأبناء سعدى نسبة إلى أمهم.
ثم تكاثرت ذريتهم ببرقة فعرفت قبائلهم فيما بعد بعرب السعادى ولاتزال قبائل السعادى ببرقة ومصر إلى الآن، فمن بني جابر تناسلت قبائل «العواقير والمغاربة والمجابرة والجوازى والشهيبات والعريبات» ومن بني محارب تناسلت قبائل «البراعصة والعبيدات والحاسة والدرسة والحرابى والصبيحات»، ومن بني عقار تناسلت قبائل «اولاد على والفوايد والرماح والعرفة والعبيد» وكل هذه القبائل ذات قوة وصبر وجلد، ولهم في حرب الطليان بطرابلس وبرقة مواقف مشرفه لاتنسى مدى الزمان. ولما انتشرت قبائل السعادى ببرقة والجبل الأخضر ومريوط بدأت القبائل اللوبية ترحل منها إلى بلاد الفزان والواحات اللوبية وتركوا برقة والجبل الأخضر ومريوط لقبائل المرابطين والسعادى معا.
ودامت دولة الفاطميين 260 سنة، منها اثنتان وخمسون بالمغرب ومائتان وثمان سنوات بمصر. وعدد خلفائها أربعة عشر خليفة، أولهم عبيد الله المهدي، وآخرهم العاضد الذي توفي بمصر سنة 567هـ، وبموته انقرضت دولة الفاطميين من المشرق والمغرب. وفي نهاية المطاف تخلى الفاطميون عن حكم مصر وبرقة للسلاجقة الأتراك والأيوبيين، أسرة صلاح الدين الأيوبي أحد الأبطال المسلمين العظام الذين خاضوا غمار الحرب ضد الصليبيين. وفي عام 1145 استولى النورمانديون، الذين كانوا يعملون من صقلية، على طرابلس. وقد دافع أهلها عنها واستنجدوا بسكان الضواحي من العرب فأنجدوهم، ولم يتمكنوا من دخول المدينة فرجعوا إلى صقلية خائبين وغنم الليبيين منهم بعض الأسلحة.

## الموحدين (1158 - 1230م) والحفصيون (1230 - 1510م)

علم طرابلس الغرب 1350

وفي عام 1158 استولت أسرة الموحدين المراكشية على طرابلس من النورمانديين. لم تكن مراكش في وقت من الأوقات جزءاً من الخلافة العباسية إلا أنه نتيجة للإظطراب العام الذي ساد منطقة الشرق الأوسط وشمال أفريقيا في القرن الثاني عشر تمكنت أسرة الموحدين حتى عام 1230 من تدعيم مكانتها في منطقة امتدت من مراكش حتى برقة.
أما الحفصيون فهم الولاة الذين عينتهم أسرة الموحدين على الأجزاء الشرقية من المناطق التابعة لها في شمال أفريقيا ولم تشمل هذه المناطق برقة التي ضلت تحكمها مصر مباشرة والتي ظفرت، في بعض الأحيان بالحكم الذاتي، ومجمل القول أن الموحدين هم آخر أسرة عربية حكمت أجزاء من ليبيا قبل أن تحصل على الاستقلال في ديسمبر عام 1951.

## الأسبان وفرسان يوحنا (1510 -1551م)
نزل الأسبان في طرابلس واحتلوها في عام 1510م، وظلوا يحكمونها من صقلية حتى عام 1530م عندما منحها شارلز الخامس، امبراطور روما، لفرسان يوحنا الذين ما برحوا يعرفون بفرسان مالطة، وفي عام 1551م أفلح الأتراك في الهجوم على هؤلاء الفرسان وحرروا طرابلس الغرب من هذا الإحتلال الصليبي، وضموها إلى الأمبراطورية التركية التي كانت رقعتها قد أخذت تتسع لتضم مصر وبرقة وتونس والجزائر.

## الفترة التركية الأولى (1551 - 1711م)

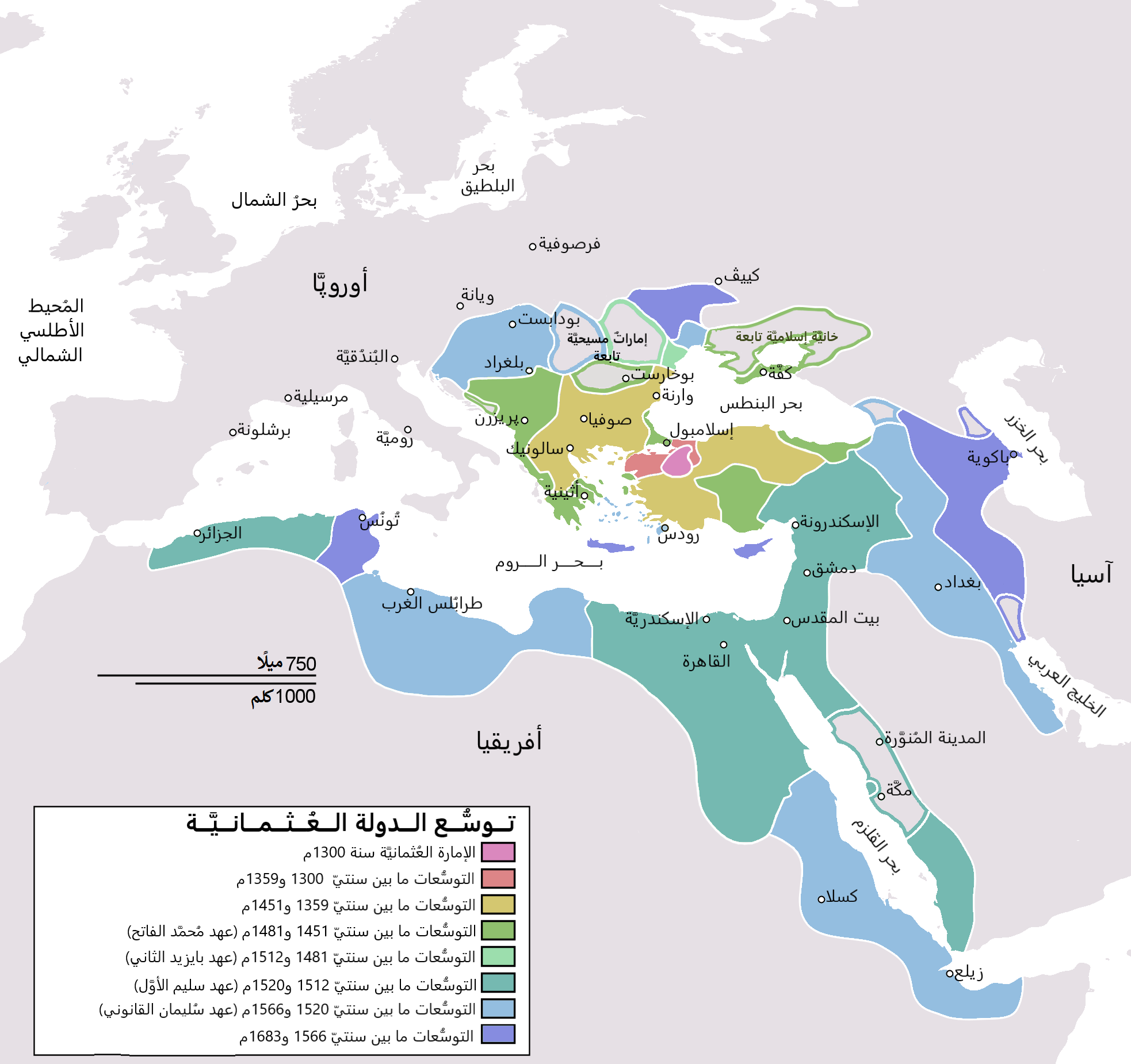
توسّع الدولة العثمانية منذ قيامها حتى بداية دور الركود في سنة 1683

شمل الحكم التركي كافة أجزاء ليبيا الحديثة وهي: طرابلس الغرب وبرقة وفزان، وكان يتولى شؤونا باشا يعينه السلطان وتسانده نخبة من العسكريين يعينون من ليبيا لدعم الحكم التركي، ومنح السلطان الديوان حكماً ذاتياً في تصريف بعض الأمور كالضرائب والشؤون الخارجية. لكن بعد عام 1661م ضعفت قوة الأتراك واستولى العسكريون والقراصنة، الذين كانوا ذات يوم يتمتعون بحماية الباشوات الأتراك، على الديوان وفرضوا سيطرتهم عليه. ويذكر مؤلفو«كتيب حول جغرافية ليبيا»: «أخذ العسكريون يعينون من بين صفوفهم «الحاكم» الذي أصبح فيما بعد صاحب السلطة الفعلية يساند الباشا المعين أو يشاركه السلطة، بل كان، أحياناً، يتولى المنصبين في آن واحد»،

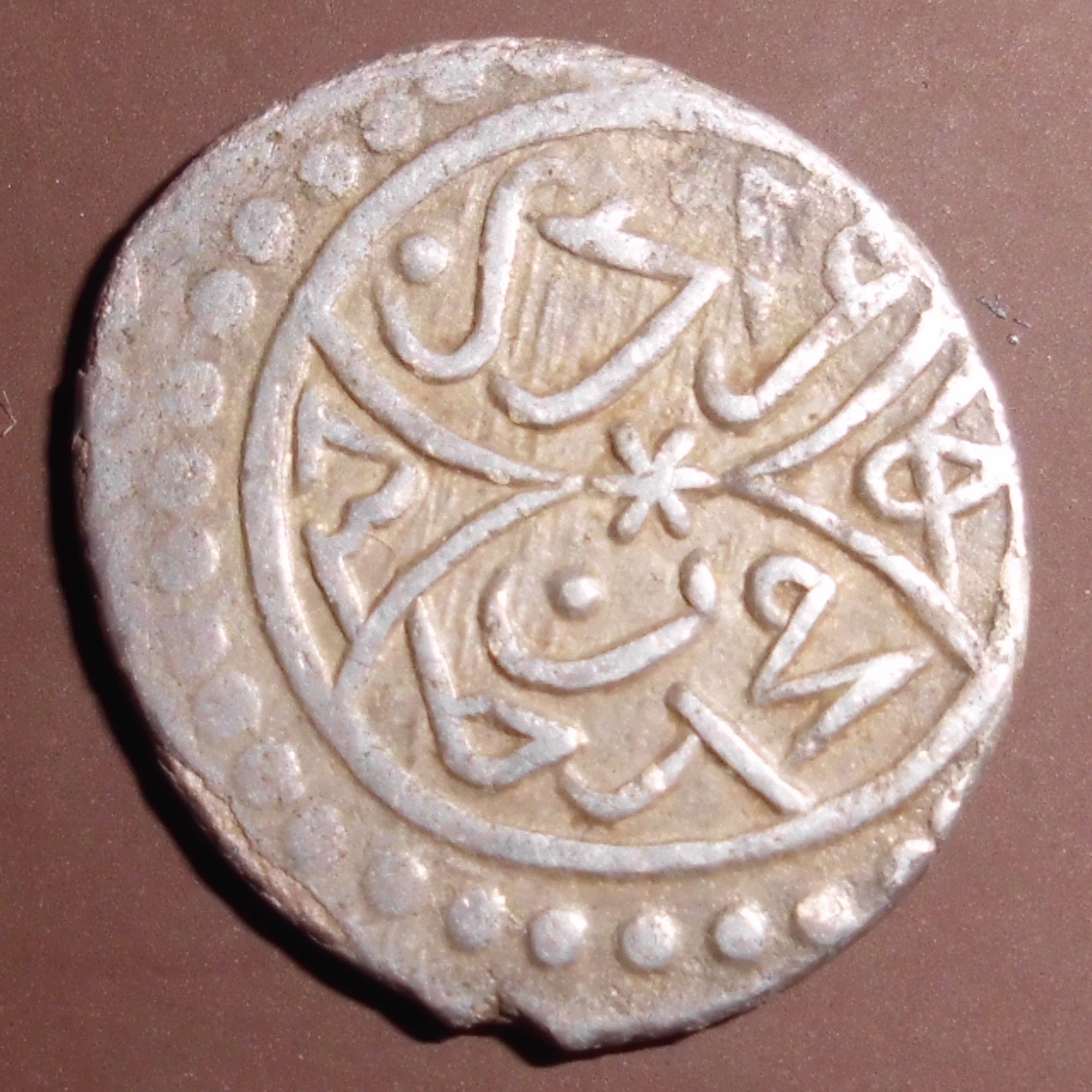
عملة نحاسية من فئة آقجة، 834 هـ - 1431

علم الدولة العثمانية (1517-1793)

وأضافوا: «كانت الخلافة في منصب الحكم تتم بوجه عام في جو من التآمر والعنف وحركات التمرد... كما ظلت القرصنة المهنة الوحيدة التي تدر ربحاً» فكانت السفن الأوربية تتعرض للهجوم المستمر في البحر المتوسط. وفي عام 1638 قصف الفرنسيون طرابلس بالقنابل فيما لبثوا أن آثروا عقد صلح مع الحاكم بتوقيع معاهد تقضي بإقامة قنصلية فرنسية في طرابلس وتأمين سلامة سفنهم التجارية. وضلت الحرب البحرية مندلعة طوال الجزء الثاني من القرن السابع عشر إذ عاودت بريطانيا وهولندا وفرنسا هجومها على طرابلس في فترات مختلفة من هذا القرن، كانت تلك أوقات عصيبة بالنسبة لليبيا والدوال الأوربية البحرية فضلاً عن عدم الإستقرار الذي ساد الأوضاع الداخلية، فلم يكن الحاكم يبقى في منصبه أكثر من عام حتى أنه في الفترة ما بين 1672 -1711م تولى حكم طرابلس أربعة وعشرون حاكماً. وفي عام 1711م قاد أحمد القرمانلي ثورة شعبية ضد الحاكم، ولما كان الشعب الليبي قد ضاق ذرعاً بالحكم الصارم المستبد للحكم رحب بالقرمانلي الذي تعهد بحكم أفضل. وليس أدل على استبداد هؤلاء الحكام من أن آحدهم فرض ضريبة على الموتى، الأمر الذي فاق طاقة البشر.

## الدولة القرة مانلية (1711- 1835م)

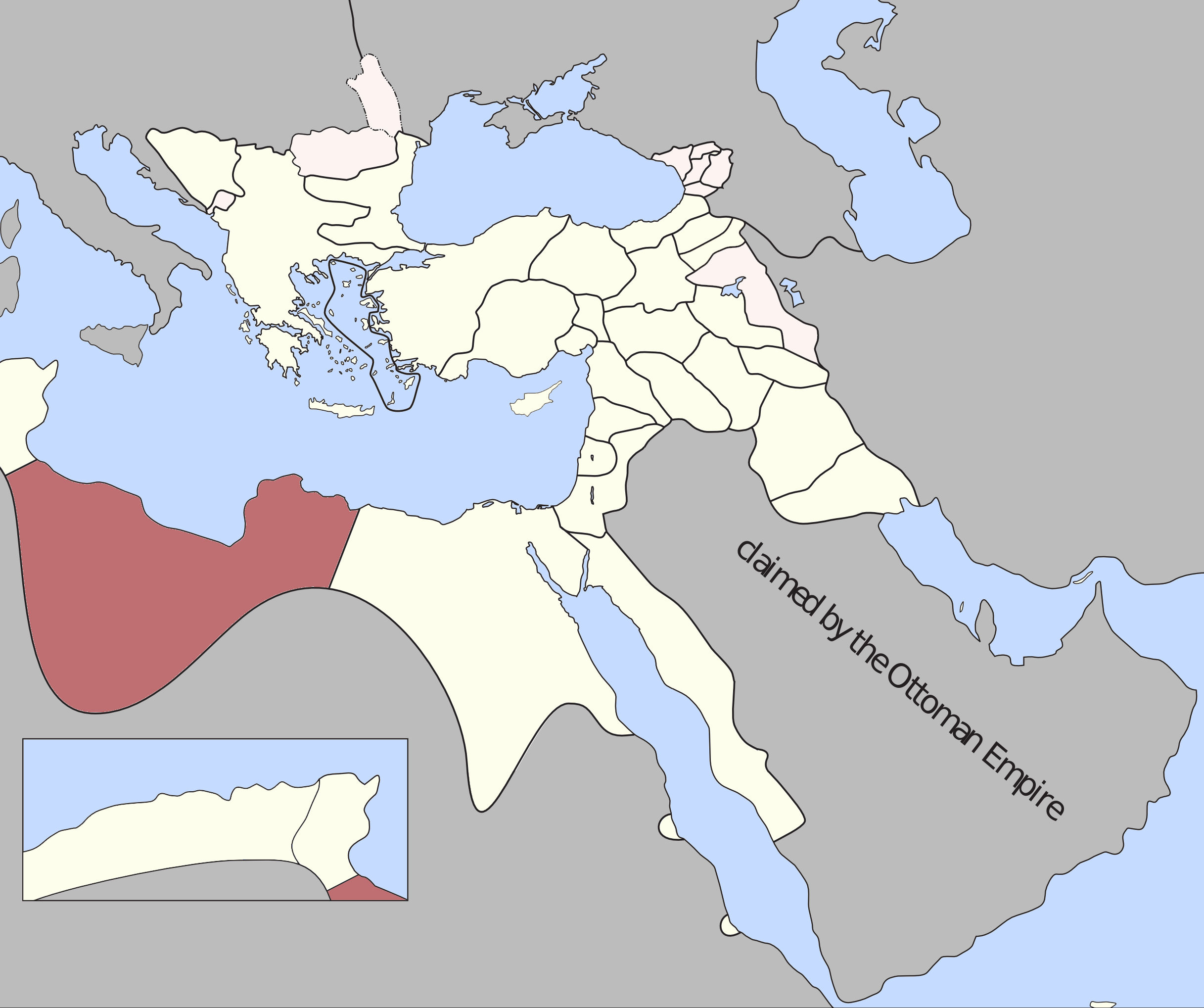
خريطة إيالة طرابلس الغرب (ليبيا) عام 1795م

خضعت الأرضي الليبية لحكم الدولة العثمانية في عام 1551م  وأطلقت عليها تسمية، (ولاية طرابلس الغرب) لتميزها عن مدينة طرابلس في بلاد الشام والتي شملت أقاليم ليبيا الثلاث (طرابلس وبرقة وفزان)، وذلك بعد طلب سكان إيالة طرابلس الغرب المساعدة من الدولة العثمانية لتخلیصهم من طغیان المسیحیة علیهم، والتي لبت ذلك بإرسال حملة بقیادة مراد أغا والذي لم یتمكن من فرض السیطرة على لیبیا، فقامت بإرسال حملة أخرى بقیادة سنان باشا سنة 1551م والتي تمكن من خلالها من ضم طرابلس الغرب للدولة العثمانیة، وتم تعیین مراد آغا أول والي علیها، وتسمى هذه المرحلة بمرحلة البكلربكیات التي تمیّزت بسیطرة النظام المركزي كما عرفت أیضا الهدوء والإستقرار، لتلیها مباشرة فترة الدایات التي تمیّزت بسیطرة الجند وعرفت الفوضى وعدم الإستقرار لتمهد هذه الظروف إلى ظهور حكم محلي مستقل عن الدولة العثمانیة عرف بحكم الأسرة القرمانلیة.

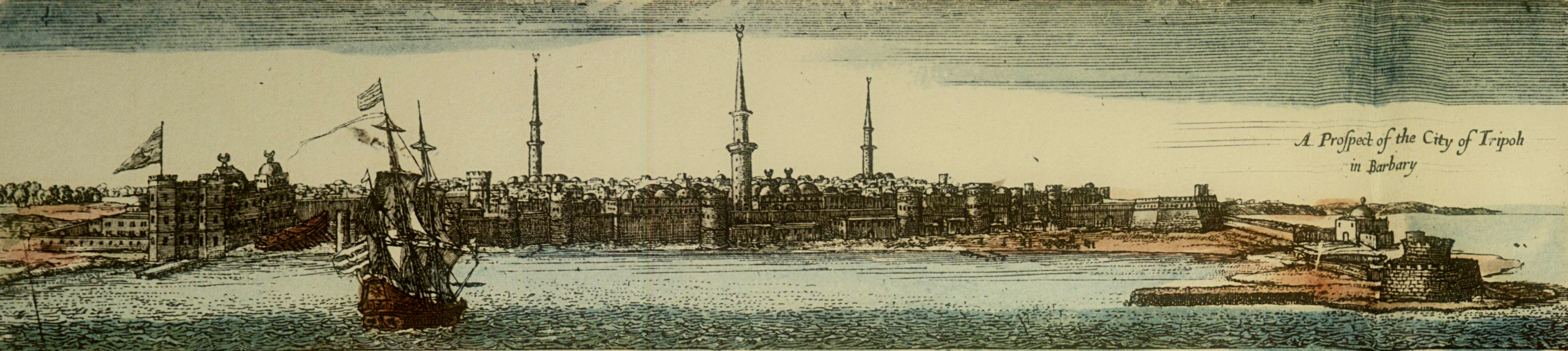
رسم لمدينة طرابلس الغرب سنة 1675.

 ففي سنة (1122هـ الموافقة لسنة 1711م) تولى «بأمرالسلطان العثماني»

علم إيالة طرابلس الغرب في عهد الأسرة القرمانلية

على طرابلس وبرقة أحمد القرمنلى باشا بن الحاج يوسف القرمانلى بك وكان والده قائداً للخيالة بجيش الولاية الطرابلسية، فلما توفي يوسف بك عين ابنه احمد باشا مكانه في وظيفته. ثم اعتزل الخدمة بعد ذلك إلى ان تعين واليا على البلاد «طرابلس وبرقة وفزان وملحقاتها» فنهض أحمد باشا بالبلاد نهضة طيبة فنظم الجيش وزاد في سفن البحرية والتجارية والحربية، واختار لجباية الخراج بعض الشخصيات المتعلمة من أبناء الشعب. وعين القضاء من خيرة العلماء الاتقياء، كما عين ابنه محمود بك حاكما لبلاد برقة ليسير أعماله، كسيرة والده في طرابلس. وفي سنة (1126هـ الموافقة سنة 1714م) أعلن أحمد باشا استقلال طرابلس وبرقة اداريا، مع خضوعه للخلافة الإسلامية، وذلك بناء لرغبة الشعب، فوافق الباب العالى. ودخلت سنة سبع وعشرين ومائة وألف (1127هـ - 1715م) فخلع فيها علي ابن عبد الله بن (عبد - النبي) الصنهاجي المكنى «أبوقيله» بيعة الأمير وانضم اليه كل مفسد من الجبال وأودية الكمكوم ومن أرداد الفساد من أهل السواحل وأخذ أموال الرعايا ونهب مواشيهم وأكل الزرع..إلخ. فسار جيش أحمد باشا القرمانلي الذي كان يقوده بنفسه لشدة خطورة هذه الثورة وسرعة انتشارها.فالتقى الجيشان والتحما وانتهت المعركة بانتصار جيش أحمد باشا وفرار المهدي المزعوم تاركاً أنصاره يلاقون نهايتهم الرهيبة.والغريب أن الذين يدعون أنفسهم بأنهم المهدي المنتظر لم يكد الواحد منهم يشعر بقوته حتى ينقلب إلى شيطان رجيم يتعدى على الأمناء ويهتك الأعراض في خسة ودناءة.وبقضاء أحمد باشا على هذه الثورة والثورات التي قامت قبلها أو بعدها استطاع أن يؤكد دعائم حكمه وأن يركز جهد لبناء مجد دولته الفتية. وكانت البلاد طول حكمه السعيد تعيش في هناء ورخاء إلى أن توفي في سنة (1158هـ الموافقة سنة 1745م)، فتولى امر البلاد من بعده ابنه الأصغر محمد باشا، وكان سائراً على نهج والده في العدل والإصلاح والعمل على رافهية شعبه في«طرابلس وبرقة وفزان» إلى ان توفي في سنة (1167هـ الموافقة سنة 1754م)، فولى الحكم من بعده علي باشا الأول، وهو ابن محمد باشا وحفيد أحمد باشا مؤسس الأسرة القرة مانلية، ولكن خاب رجاء الشعب في على باشا المذكور: فلم يسلك طريق والده وجده من قبله، بل سار في طريق الظلم والفساد، فسأمت حالة الرعية وعمت الفوضى،  وساءت الأوضاع في ليبيا نتيجة للصراعات القبلية والمنازعات المريرة بين صفوف الأسرة القرمانلية الحاكمة، وراح أبناء علي القرمانلي الثلاثة، حسن وأحمد ويوسف، يتقاتلون فيما بينهم فزاد شقاء الشعب وبؤسه، وكانت والدتهم اللالا حلومة تتألم كثيراً من مسلكهم وموقفهم إزاء بعضهم البعض، وتعمل كل ما في وسعها لإعادة التوفيق بينهم. ولقد كان علي القرمانلي، من الناحية السياسية، ضعيفاً فتدهورة الموقف وقتل يوسف، أصغر الأولاد الثلاث، أخاه الأكبر حسن، - وهاجم يوسف أباه علي وأخاه أحمد؛ وفي وسط هذه الفوضى والاضطراب هاجم ضابط تركي يدعى «علي بنغول» طرابلس وإستولى عليها في عام 1793، وبذلك أنهى الحكم القرمانلي زاعماً أنه يعيد الحكم التركي إلى البلاد، فما كان من تونس إلا أن ساعدت القرمانليين على توحيد صفوفهم وطرد «علي بنغول» من طرابلس وأستعادت الأسرة القرمنالية الحكم بعد معارك دامية مع القوات التركية وبعض مؤيديهم من القبائل، - فاستبد الخوف بأخيه أحمد الذي رفض أن يخلف أباه بالرغم من أنه الوريث للخلافة، - واستمر يوسف يحيك المؤامرات، 

علم تونس، والجزائر، وإيالة طرابلس الغرب. كله أحمر

وأخذ يوسف باشا ينتهز الفرص لتحقيق هذا الحلم الذي يراوده وكان من عادة القرمانليين الذهاب إلى قبور«من يعتقدون فيهم بأنهم أولياء». وفي غفلة من آل القرمانلي رجع يوسف إلى طرابلس وأمر أنصاره باغلاق الأبواب وباطلاق مدفعين وكان ذلك بمثابة إنقلاب على الحكم آل القرمانلي  ، وعندما علم أحمد بذلك خشي الرجوع إلى طرابلس وقد ساعد يوسف باشا على تحقيق هدفه أهمال أحمد لمصالح رعيته وشؤون دولته وانغماسه في حياة الخمر والمجون حتى ان علي بك العباسي يقول: «لقد كان أحمد بن علي القرمانلي كثير العيوب، ولم يكن لائقاً لهذه الدرجة الرفيعة بالنسبة لصفاته السيئة مما سبب له فقدانه لعرشه». ولكن يوسف ولكي يتخلص من مشاكله فقد عينّه بيكاً على برقة فتظاهر أحمد بقبوله لهذا المنصب، ولكنه اتجه لمالطة ومنها اتجه لتونس. وفي أثناء وجوده في تونس اتفق مع القنصل الأمريكي «ايتون» حول مساعدته للرجوع إلى حكم البلاد. وطلب ايتون أثناء ذلك  من باي تونس ان يتوسط لدى يوسف بارجاع أحمد إلى منصبه الجديد في بنغازي وفعلاً وافق يوسف على هذا الطلب وكان ذلك سنة 1802.
وكان مسلك أحمد أخ الباشا الذي تصالح معه يوسف للمرة الثانية إرضاء لبيك تونس يقلقه ويقض مضجعه، فقد عينه من قبل في منصب «بيك درنا»، وكان أحمد هذا قد تزوج امرأة من قبيلة الجوازي وكان يعتمد على مناصرة هذه القبيلة لاستعادته السلطة، ولهذا الغرض اتفق مع ايتون قنصل الولايات المتحدة في تلك الفترة. بينما كان يوسف باشا مشغول بمطالبة الدول البحرية المختلفة برسوم المرور عبر مياه ليبيا الإقليمية، ولما طلب في عام 1803 بزيادة الرسوم على السفن الأمريكية تأميناً لمرورها في المياه الليبية ورفضت الولايات المتحدة دفع هذه الزيادة فإستولى على إحد سفنها، فما كان من السفن الأمريكية إلا أن حاصرت طرابلس الغرب في عام 1804 وقصفتها بالقنابل، وعندما أسر إحدى سفنهم «فيلادلفيا»، قام الأمريكيون بالاستيلاء على درنه بولاية برقة وشجعوا بشكل سافر أحمد، شقيق يوسف على القيام بثورة داخلية.

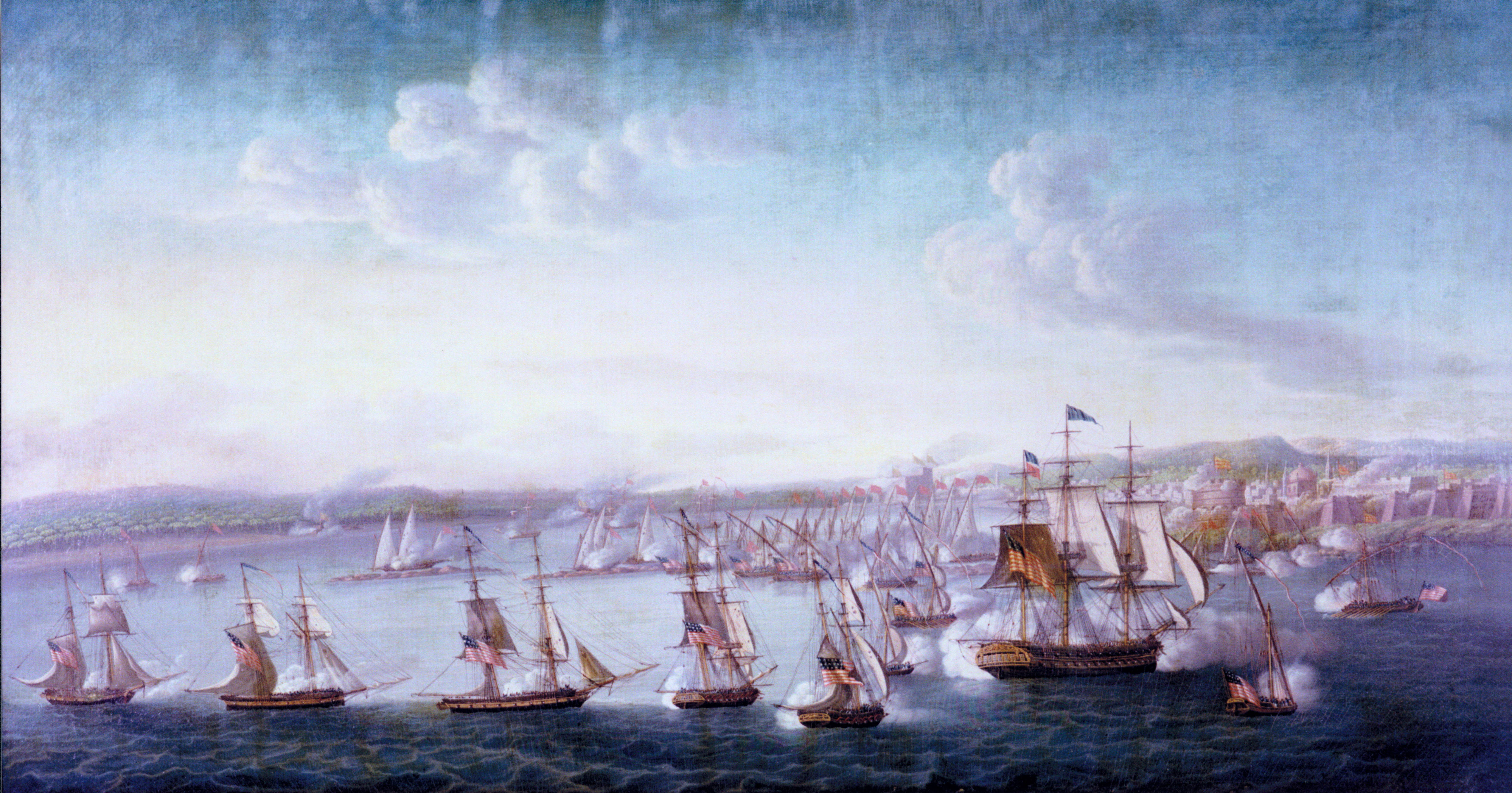
رسم زيتي لقصف الأسطول الأمريكي لمدينة طرابلس الغرب من بعد أسر إحدى سفنهم «فيلادلفيا» في سنة 1804م

وكانت تلك الفترة بدية الحروب الأهلية بين  كثير من قبائل العرب حتى رحلت بعض القبائل المنهزمة إلى مصر.فاستوطنت بعض جهاتها. "وجاءت هذه الحروب في كتب التاريخ الحديثة على أنها حروب قبلية ساذجة الأسباب والمسببات، بينما هي في الواقع فتن سياسية لعب الدور الرئيسي فيها حكام البلد. وكانت نتيجة هذه الظروف جميعها هو فقد قوات الباشا لسيطرتها على زمام الأمور في البلاد فانتشرت الفوضى واشتعلت نار الحرب بين القبائل، ففي طرابلس تحاربت قبائل أولاد سليمان وقبائل الفرجان وشهدت مدينة ترهونة مواقع دامية بين الطرفين، وكذلك قامت الحرب بين قبيلة النوائل والورشفانيين حلفاء المحاميد.ولم تكن برقة بأحسن حالأ من طرابلس ومنها ماكان بين قبائل السعادي بعد ظهورهم ببرقة من الحروب الآتى ذكرها.
- حرب الجبارنة مع الفوائد - والجبارنة نسبة لجبريل بن برغوث وقد بدل الألف بالنون في لغة بدو برقة اذ لا يقولون جبار له والمعروف بين العرب هي كلمة (جبارنة) والفوائد هم أولاد فائد بن برغوث.
- حرب بين قبائل الجبارنة [64][65] فالعلايا منهم في جهة والجوازي في جهة أخرى [63] والعلايا هم العواقير والمغاربة والعريبات وهولاء سميوا باسم امهم «عليا» واخوتهم الجوازي سميوا باسم امهم «جازية» ووالد الجميع جبريل بن برغوث.[63] وذلك منذ تولي أحمد القرمنالي الحكم في برقة وحينما وصلت أنباء فشل بربل في حصاره الأخير لمدينة طرابلس قررت الحكومة الأمريكية إرسال حملة تأديبية لقهر يوسف باشا واجباره على قبول المفوضات_وتتلخص خطة هذه الحملة في ان يقوم أحمد وايتون بما معهما من قوة بالهجوم على درنة من ناحية البر بينما تقوم ثلاث قطع من الأسطول الأمريكي بالهجوم على درنة من ناحية البحر. وفي 8 مارس سنة 1805 تحركت الحملة البرية بقيادة «ايتون» وكانت هذه الحملة تضم بجانب أحمد القرمانلي مايقرب من خمسمائة من أَلَّاوطنيين الذين كانوا قد تركوا برقة، بالإضافة إلى ثمانين اوروبياً من مختلف الجنسيات. وعندما وصلت أنباء هذه الحملة إلى أهالي درنة قرروا ضرورة التعاون مع البك الذي خلف أحمد في حكم المدينة للدفاع عن مدينتهم، وذلك لما يحملونه من كراهية لأحمد القرمانلي لما ارتكبه من أعمال وحشية أثناء فترة حكمه القصيرة ولتحالفه مع «الكفار» [66] وهكذا أخذ الجوازي"«حلفاء أحمد القرمانلي»[67] في اضطهاد اخوانهم واستمر على ذلك إلى سنة 1220هـ سنة 1805م فسئم العلايا هذه الحياة الذليلة واشمأزت نفوسهم وقد يعقب الضغط انفجار كما هو الحال في كل زمان فوقف العلايا موقف البطولة لاخذ حقهم المشروع والتساوي مع اخوتهم في كل شئ بعد أن رجعوا إلى قاعدة (يوخذ الحق بالقوة). وقد تطولت نفوس الجوازي إلى الفتك بأخوتهم العلايا وما برح يشنون الغارة الفينة بعد الأخرى على برقة فتارة يستاثرون بحيوانات يأخذونها وتارة يردوا خائبين. وحدث ذات مرة من المرات الكثيرة التي يسئ فيها الجوازي لاخوانهم أن ذهب قوم من الجوازي وأخذوا ابلا من قبائل المغاربة والعواقير.فأرسلوا (يعني الجوازي) إلى سيف النصر زعيم قبائل أولاد سليمان واورفله والقذاذفه لما بينهم وبين هذا الزعيم يطلبونه أن يحضر بقومه كي يشاركهم في الغنيمة ويحارب معهم العلايا حتى يتم جلاؤهم من برقة ان لم تكن ابادتهم وبذلك سيحق لسيف النصر أن يشاركهم في ملكية برقة فقد كان سيف النصر والحالة هذه طريداً للحكومة وقتذاك بطرابلس [68] وسبب هذه العداوة معارضة هذا الأخيرلتولي يوسف باشا القرمانلي حكم البلاد[69] فاصطدم العلايا بالجوازي في معارك طاحنة أما سيف النصر وقومه لزموا الحياد وان كانت حقيقتهم مناصرة الجوازي وتجنبوا القتال مباشرة فأما أن تكون منهم حيلة وأما أنهم أردوا أن تضعف قوة الجانبين ولهم بعد ذلك كلمتهم كيف مايتراءى لهم. انتصر الجوازي بادي ذى بدء وحاصروا جميع منتجعات العلايا في بنغازي حصار دام خمسة أشهر هلك فيها أكثر الحيوان اذ لا ماء ولا مرعى ولا مخرج من الحصار ويعرف بـ (حصار خريبيش) ومن بين المعارك المشهورة في تلك الحرب هي المعركة التي حصلت بموقع الزريريعيه فمات وجرح أثناءها الكثير من الفريقين وفي هذه المعركة انتصرت كتيبة من العلايا ومن المعارك المشهورة أيضاً تلك التي حصلت بموقع ببنغازي وقتل فيها من أهل مدينة بنغازي المنتصرون للعلايا ثلاثون رجل من بينهم رجلين اشتهروا بقوة الباس والشجاعة وهما (الكيش) و (الدنفير) وبعد هذه المعركة التي إنتصر فيها العلايا وصلت الحملة التي قامت بإرسالها حكومة طرابلس القرمانلية وقد اختلف في الطريق التي سلكتها هذه النجدة والا خبر أصح من أنهُ وصلت نجدتان واحدة عن طريق البحر والاخرى عن طريق البر. وكانت أكثر منتجعات الجوازي بموقع الأبار ولما وصلت هذه النجدة مع تلك الأنتصارات التي احرزها  العلايا تسرب الذعر والرعب في صفوف الجوازي فانسحبوا بعد معارك طويلة. واستمر الجوازي في انسحابهم والعلايا يطاردونهم. وتابع الجوازي سيرهم إلى مصر.ورجع سيف النصر وقومه بخفي حنين وبدون أن يشترك في القتال وبقي العلايا المنتصرون في برقة فاستولوا على جميع مايملكه إخوانهم الجوازي.[68] وازاء هذه الأحداث رأى يوسف باشا أنه من الأفضل له أن يتفاوض مع الحكومة الأمريكية لكي يتفرغ لاخماد الثورة الداخلية التي اشعل أحمد نارها في برقة .[70] مما حمل يوسف على عقد معاهدة صلح مع الولايات المتحدة في 4 يونيو عام 1805, وبذلك استطاع أن يملأ خزانته بالاموال التي دفعها الأوروبيون تأميناً لسلامة سفنهم، غير أن الموقف أخذ يتغير ولا سيما بعد أن احتلت فرنسا الجزائر عام 1830، وإزدادت غطرسة الأوروبين وأعلن الفرنسيون أنهم سيضعون حداً لما أسموه بالقرصنة، الأمر الذي أفضى إلى أنهيار دخلي ولأزمة إقتصادية. في الوقت الذي أهمل فيه شعبه وازداد إنغماساً في الملذات وبالترف، وعين ستة من أبنائه حكاماً على المدن الليبية فمكثوا في طرابلس وأوكلوا السلطة إلى نواب راحوا يفرضون الضرائب ويجمعون ما استطاعوا من أموال للأبناء الستة وأبيهم يوسف. وفي عام 1829م، استبد الضيق بالسلطان عندما أحجم القرمانليون عن مساعدته ضد اليونانيين وازداد يوسف ضعفاً وأضحى القناصلة الأجانب في طرابلس أكثر قوة. وكان من بين مساعدي يوسف باشا عبد الجليل سيف النصر من فزان الذي ساعد يوسف في بادئ الأمر، فما لبث أن قاد ثورة ضد القرمانليين في فزان في عام 1830 - 1831م، واتسع نطاق الثورة التي أخمدت في عام 1831م، ولما اشتد الضغط الأنجلو-فرنسي ضد يوسف لتسديد الديون، الأمر الذي ترك أثراً سيئاً على الشعب، وانتشر السخط وعمت الثورة بربوع البلاد فألغى يوسف باشا الضرائب الجديدة بعد فترة وجيزة بل أرغمة ضغط الشعب المتزايد على الاستقالة ليخلفه ابنه علي الثاني في حكم البلاد في عام 1832م. وواجه علي الثاني مخاطر عديدة إذ كانت أحوال البلاد قد بلغت من السوء ما يحتم وجود رجل قوي وحكومة متحدة، فاضطر إلى لأن يقاتل ابن عمه، «محمد القرمانلي» الذي حاول انتزاع السلطة منه. وانقسمت طرابلس في ولائها شيعاً، فمن كانوا داخل أسوارها ناصروا علي الثاني، ومن كانوا خارج الأسوار ناصروا ابن عمه محمد؛ لكن السلطان المصلح محمود الثاني (1808-1839) اعترف بعلي والياً على ليبيا، ولما كان تواقاً إلى دعم الحكم العثماني على ماتبقى من الامبراطورية قام في عام 1826، بتصفية طبقة العسكريين الذين كانوا قد أصبحوا دولة داخل دولة، لقد انزعج السلطان بشدة لضياع اليونان والجزائر في عام 1830 فراح يدرس الموقف في طرابلس الغرب واتضح له أن الثوار الذين يناصرون محمد القرمانلي يحظون بتأييد بريطاني في الوقت الذي حاول فيه الأتراك التوسط بين القرمانليين ووضع حد للثورة، ولما فشلوا في ذلك قرروا التدخل لإستعادة سلطتهم، وفي 26 مايو عام 1835 وصل الأسطول التركي إلى طرابلس بعد أن ابلغوا علي الثاني بإنهم يريدون تنصيبه رسمياً وحمايته من الثوار، وصدق علي الثاني ذلك، إلا أنهم ألقوا القبض عليه ونقلوه إلى تركيا ولاذ ابن عمه المتمرد بالفرار إلى مالطة وانتهى بذلك حكم القرمانليين على ليبيا. ولم يواجه الأتراك صعوبة في القيام بذلك حيث أن القرمانليين كانوا قد أصبحوا عبئاً على الشعب الذي راح يتطلع إلى الأتراك بعين الأمل. وإن اهتمامنا بالحقبة القرمانلية مرجعه حقيقة ان ليبيا في تلك الفترة أصبحت دولة شبه مستقلة بين دول العالم لأول مرة في تاريخها، وبالرغم من مساوئها إستطاع يوسف باشا، أبرز القرمانليين، أن يجعل لدولته الصغيرة مكانة مرموقة ودوراً بارزاً تلعبه بين الأمم. كما أن دارسة هذه الحقبة تتيح لنا فرصة دراسة الإستعمار وما أتبعه من أساليب لتقويض استقلال هذه البلاد.[1]عملة قديمة تعود لعهد السلطان العثماني

عملة قديمة تعود لعهد السلطان العثماني

## الفترة التركية الثانية (1835 - 1911م)

علم ولاية طرابلس الغرب في ذلك العهد.

تولدت آمال عريضة في ليبيا عندما عاد الأتراك بعد سنوات عصيبة في ظل الحكم القرمانلي حين كان الليبيون يخشون الفرنسيين في الجزائر ثم تونس والقوة البريطانية المتزايدة في مصر والسودان. وظل الأتراك في بادئ الأمر، يحكمون ليبيا كولاية يشرف عليها والي وأربعة صناجق يتولى كل منها متصرف أو مساعد للوالي. وبعد عام 1879 أعاد الأتراك تنظيم حكم ليبيا وأصبحت طرابلس وفزان يحكمها والِ في حين وضعت برقة تحت إشراف متصرف يرفع تقريره إلى القسطنطينية مباشرة. لكن الإتصال المباشر بين الأتراك وليبيا أصبح معقداً نتيجة لوجود البريطانيين في مصر، ومن ثم ازداد ضعف الحكم التركي وتدهور نفوذ الأتراك في الولاية الليبية، حتى أن الليبيين أدركوا أنهم سيواجهون الخطر الأيطالي بمفردهم،

## انقلاب 1969 في ليبيا
وفي الأول من سبتمبر 1969 م قام مجموعة من الضباط الشبان وبتدبير من الملازم معمر القذافي بانقلاب على الشرعية الدستورية لليبيا واعلنوا الجمهورية العربية الليبية.

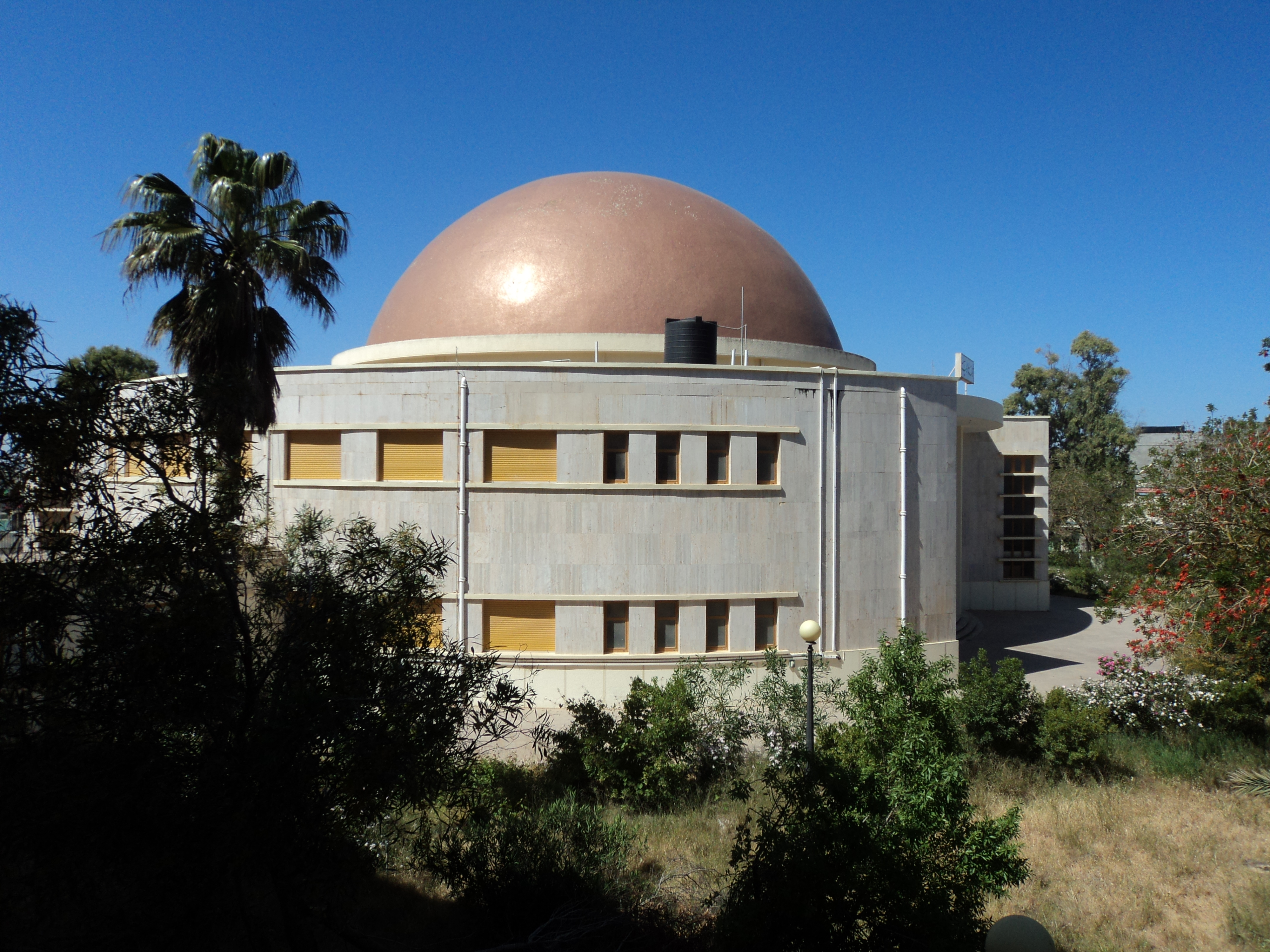
كانت مدينة البيضاء مقر البرلمان الليبي في السابق.

## وصلات خارجية
- Septimius Severus